# Liste de jeux PlayStation

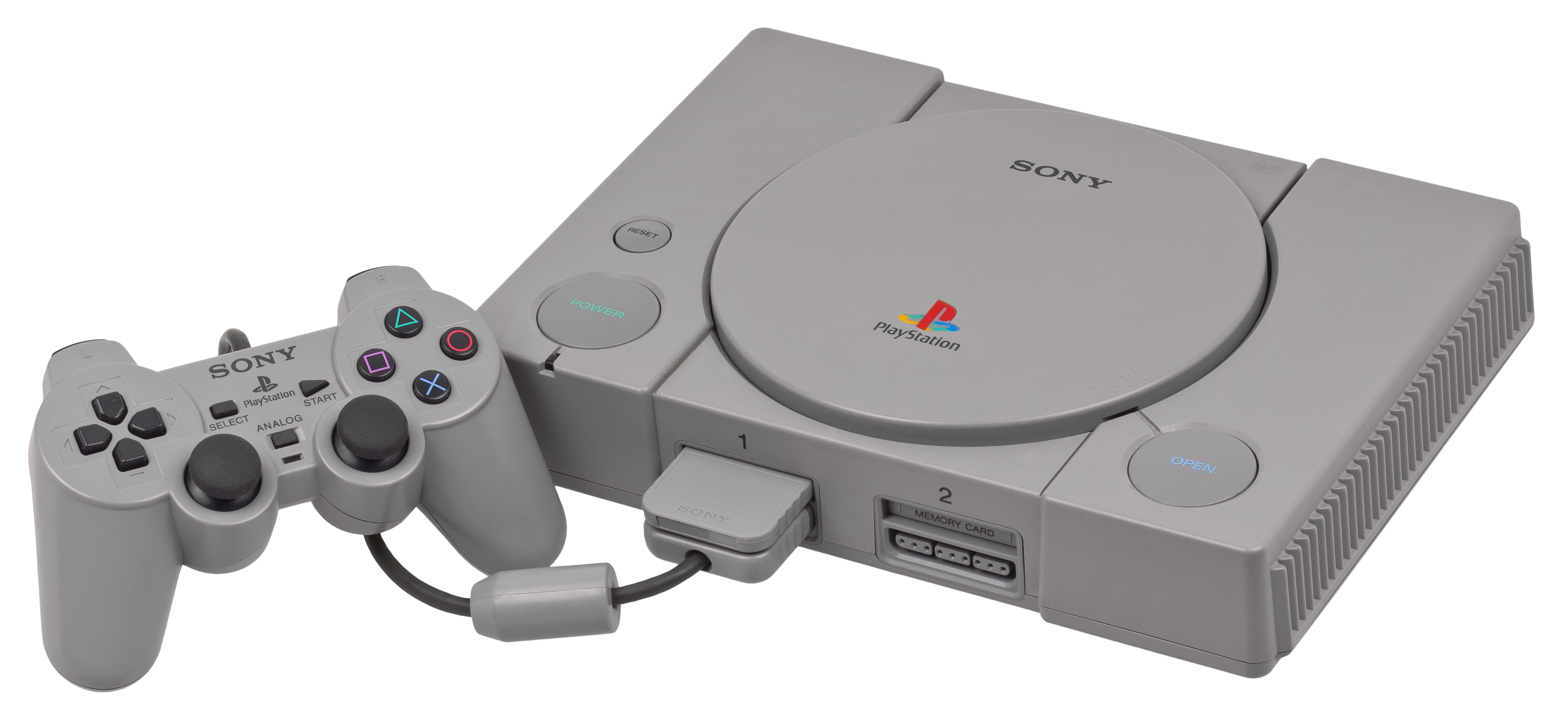
La console Sony PlayStation.

Cette liste de jeux PlayStation répertorie les jeux vidéo disponibles sur la console PlayStation, toutes régions confondues, classés par ordre alphabétique. Selon les régions, un jeu peut avoir plusieurs noms.
Le dernier jeu licencié PlayStation au Japon (sans compter les rééditions) est Black/Matrix 00 le 13 mai 2004, le dernier en Amérique du Nord est FIFA Football 2005 le 12 octobre 2004, et le dernier en Europe est Moorhuhn X le 20 juillet 2005.
Légende :
- P  = sorti aussi en version Platinum.
- Il est inutile de créer des articles pour les jeux qui n'en ont pas, car, après vérification, ils manquent de notoriété ou de sources vérifiables.

- Haut – A
- B
- C
- D
- E
- F
- G
- H
- I
- J
- K
- L
- M
- N
- O
- P
- Q
- R
- S
- T
- U
- V
- W
- X
- Y
- Z

## 0-9
- 0-Kara no Shogi: Shogi Yōchien - Ayumi Gumi
- 007 Racing - P
- 16 Tales: Vol. 1
- 16 Tales: Vol. 2
- 16 Tales: Vol. 3
- 16 Tales: Vol. 4
- 19:03 Ueno Hatsu Yakō Ressha[1]
- 100 Manyen Quiz Hunter[2]
- 100% Star
- 101 Dalmatiens 2, Les : Sur la trace des héros
- 102 Dalmatiens à la rescousse !, Les
- 1 001 Pattes - P
- 1 001 Pattes : Atelier de jeux
- 10101: "Will" the Starship
- 2 on 2 Open Ice Challenge
- 2Xtreme
- 24 Heures du Mans
- 2999 Game Kids[3]
- 3D Baseball
- 3D Lemmings
- 3D Shooting Tsukuru
- 3Xtreme
- 3×3 Eyes: Kyūsei Kōshu
- 3×3 Eyes: Tenrinō Genmu
- 360
- 4-4-2 Soccer
- 4x4 World Trophy
- 5 Star Racing
- 70's Robot Anime: Geppy-X
- '98 Kōshien
- '99 Kōshien

## A
- A Nanjarin
- A Ressha de Ikō IV
- A Ressha de Ikō V
- A Ressha de Ikō Z Mezase: Tairiku Ōdan
- A-Train: Trains - Power - Money
- A2 Racer II
- A2 Racer III: Europa Tour
- AbalaBurn[4]
- Absolute Football
- Ace Combat 2
- Ace Combat 3: Electrosphere - P
- Acid
- Aconcagua
- Action Bass
- Action Man: Destruction X
- Action Man: Mission Xtreme
- Actua Golf
- Actua Golf 2
- Actua Golf 3
- Actua Ice Hockey
- Actua Ice Hockey 2
- Actua Pool
- Actua Soccer - P
- Actua Soccer 2
- Actua Soccer 3
- Actua Tennis
- Ad Lib Ōji...to Fuyukai na Nakama-tachi!? - P
- Addie no Okurimono: To Moze from Addie
- Adibou et l'Ombre verte
- Adibou et le Secret de Paziral
- Adidas Power Soccer - P
- Adidas Power Soccer 2
- Adidas Power Soccer International 97'
- Adidas Power Soccer '98
- Advan Racing[5]
- Advanced V.G.
- Advanced V.G. 2
- Adventure of Little Ralph, The
- Adventures of Alundra, The
- Adventures of Lomax, The
- Aero Dive
- Aerosmith: Quest for Fame
- AFL 99
- Afraid Gear
- Afraid Gear Another
- Agent Armstrong
- Agile Warrior F-111X
- AI Mahjong Selection
- AI Shogi
- AI Shogi 2
- AI Shogi 2 Deluxe
- AI Shogi Selection
- Air Combat - P
- Air Hockey[6]
- Air Management '96
- Air Race
- Air Race Championship
- AirGrave
- Aironauts
- Aishiau Kotoshika Dekinai
- Aitakute...Your Smiles in My Heart
- Akagawa Jirō: Majotachi no Nemuri - Fukkatsusai
- Akagawa Jirō: Yasōkyoku
- Akagawa Jirō: Yasōkyoku 2
- Akagi: Tōhaiden
- Akazu no Ma
- Akuji the Heartless
- Aladdin : La Revanche de Nasira - P
- Alexandra Ledermann : Équitation Passion
- Alexandra Ledermann 2 : Équitation Compétition
- Alfred Chicken
- Alice in Cyberland
- Alien Resurrection
- Alien Trilogy - P
- Alive
- All Music Dance!
- All Star Action
- All Star Racing
- All Star Racing 2
- All Star Soccer
- All Star Watersports
- All-Star 1997 Featuring Frank Thomas
- All-Star Mahjong: Kareinaru Shōbushi Kara no Chōsen
- Allied General
- Alnam no Kiba: Jūzoku Jūni Shinto Densetsu
- Alnam no Tsubasa: Shōjin no Sora no Kanata e
- Alone in the Dark 2 - P
- Alone in the Dark: The New Nightmare - P
- Alundra 2 : Une Légende est née
- Amazing Virtual Sea-Monkeys, The
- America Ōdan Ultra-Quiz
- American Pool
- Amerzone, L' : Le Testament de l'explorateur
- Anastasia
- Ancient Roman: Power of Dark Side
- Andretti Racing
- Angel Blade: Neo Tokyo Guardians
- Angel Graffiti: Anata e no Profile
- Angelique Duet
- Angelique Special
- Angelique Special 2
- Angelique Tenkū no Requiem
- Angolmois 99
- Animal Football
- Animal Snap: Rescue Them 2 By 2
- Animaniacs: Ten Pin Alley
- Animetic Story Game 1: Card Captor Sakura
- Animorphs: Shattered Reality
- Ankh: Tutankhamen no Nazo
- Anna Kournikova's Smash Court Tennis
- Anoko Doko Noko
- Another Memories
- Another Mind
- Ao no 6-gō: Antarctica
- Ao Zora to Nakama Tachi : Yume no Bōken Plus
- Ape Escape - P
- Apocalypse
- Aqua GT
- Aqua Paradise: Boku no Suizokukan
- Aquanaut no Kyūjitsu: Memories of Summer 1996
- Aquanaut no Kyūjitsu 2
- Aquanaut's Holiday
- Aquarian Age: Tokyo Wars[7]
- Arc Arena: Monster Tournament[8]
- Arc the Lad
- Arc the Lad II
- Arc the Lad III
- Arcade Classic Shū
- Arcade Party Pak
- Arcade's Greatest Hits: The Atari Collection 1
- Arcade's Greatest Hits: The Atari Collection 2
- Arcade's Greatest Hits: The Midway Collection 2
- Archer MacLean's 3D Pool
- Are! Mo Kore? Mo Momotarō
- Area 51
- Ark of Time
- Arkana Senki Ludo
- Arkanoid Returns
- Armed Fighter[9]
- Armored Core
- Armored Core: Master of Arena
- Armored Core: Project Phantasma
- Armorines: Project S.W.A.R.M.
- Army Men 3D
- Army Men: Air Attack
- Army Men: Air Attack 2
- Army Men: Land, Sea, Air
- Army Men: Lock 'n' Load
- Army Men: Omega Soldier
- Army Men: Operation Meltdown
- Army Men: Sarge's Heroes
- Army Men: Sarge's Heroes 2
- Army Men: Team Assault
- Art Camion Geijutsuden
- Art Camion Sugorokuden
- Arthur to Astaroth no Nazo-Makai-Mura: Incredible Toons
- Arthur! Ready to Race
- Arubarea no Otome ~Uruwashi no Seishikitachi~
- Ason de Chinō Up
- Asonde Aiueo
- Assault
- Assault Rigs
- Assault Suits Valken 2
- Assault: Retribution
- Astérix : La Bataille des Gaules
- Astérix et Obélix contre César
- Astérix Maxi-Delirium
- Asteroids
- Astronōka
- Asuka 120%: Burning Fest Excellent
- Asuka 120%: Burning Fest Final
- Asuka 120%: Burning Fest Special
- Asuncia: Matsue no Jubaku
- Atari Anniversary Edition
- Athena ~Awakening from the ordinary life~
- Athena no Kateiban: Family Game
- Atlantide, l'empire perdu - P
- Atlantis : Secrets d'un monde oublié
- Atlantis: The Lost Continent
- Attack of the Saucerman!
- ATV Mania
- ATV Racers
- ATV: Quad Power Racing
- AubirdForce
- AubirdForce After
- Aura Battler Dunbine
- Austin Powers Pinball
- Auto Destruct
- Autobahn Raser II
- Aventures de Buzz l'Éclair, Les
- Ayakashi Ninden Kunoichiban
- Ayrton Senna Kart Duel
- Ayrton Senna Kart Duel 2
- Ayrton Senna Kart Duel Special
- Azito
- Azito 2
- Azito 3
- Aztec : Malédiction au cœur de la cité d'or
- Azumanga Donjara Daiō
- Azure Dreams

## B
- B Senjō no Alice: Alice on Borderlines
- B-Movie
- Baby Felix Tennis
- Baby Universe
- Backgainer: Yomigaeru Yūsha Tachi - Kakusei-hen "Gainer Tensei"
- Backgainer: Yomigaeru Yūsha Tachi Act 2 - Hishō-hen "Uragiri no Senjō"
- Backgammon 2000
- Backstreet Billiards
- Backyard Soccer
- Bakuretsu Hunter: Mahjong Special
- Bakusō Dekotora Densetsu: Otoko Ippiki Yume Kaidoi
- Bakusō Dekotora Densetsu 2: Otoko Jinsei Yume Ichiro
- Bakusō Kyōdai Let's and Go!! Eternal Wings
- Bakuten Shoot Beyblade 2002 : Beybattle Tournament 2
- Baldies
- Ballblazer Champions
- Ballerburg
- Ballistic
- Bandit Kings of Ancient China
- Barbie aventurière
- Barbie : Aventure équestre
- Barbie: Gotta Have Games
- Barbie : Sports extrême
- Baroque
- Baroque Syndrome
- Baseball 2000
- Baseball Navigator
- Baseball Simulation: ID Pro Yakyū
- Bases Loaded '96: Double Header
- Bass Landing
- Bass Landing 2
- Bass Rise
- Bass Tsuri ni Ikō! Let's Go Bassfishing!
- Bastard!! Utsuro Naru Kamigami no Utsuwa
- Batman et Robin
- Batman Forever: The Arcade Game
- Batman of the Future: Return of the Joker
- Batman: Gotham City Racer
- Battle Arena Nitoshinden
- Battle Arena Toshinden - P
- Battle Arena Toshinden 2
- Battle Arena Toshinden 2 Plus
- Battle Arena Toshinden 3
- Battle Athletess: Daiundōkai Alternative
- Battle Athletess: Daiundōkai GTO
- Battle Bombie 2: Sukkiri Momoaji
- Battle Formation
- Battle Hunter
- Battle, The: Kidō Butōden G Gundam
- Battle, The: Kidō Senki Gundam W
- BattleSport
- Battlestations
- BattleTanx: Global Assault
- Beach Volleyball
- Beast Wars: Transformers
- Beat Planet Music
- Beatmania
- Beatmania 2nd Mix
- Beatmania Append 3rd Mix
- Beatmania Append 4th Mix
- Beatmania Append 5th Mix
- Beatmania 6th Mix + Core Mix
- Beatmania Append Club Mix
- Beatmania Append Gottamix
- Beatmania Append Gottamix 2: Going Global
- Beatmania Best Hits
- Beatmania featuring Dreams Come True
- Beatmania: The Sound of Tokyo
- Beavis and Butt-Head in Virtual Stupidity
- Bedlam
- Beyblade: Let It Rip!
- Beyond the Beyond
- Big Air
- Big Bass Fishing
- Big Bass World Championship
- Big League Slugger Baseball
- Big Ol' Bass 2
- Big Strike Bowling
- BioF.R.E.A.K.S.
- Bishi Bashi Special
- Bishi Bashi Special 2
- Bishi Bashi Special 3: Step Champ
- Bishōjo Senshi Sailor Moon Super S
- Bishōjo Senshi Sailor Moon World: Chibi Usa to Tanoshii Mainichi
- Black Bass with Blue Marlin
- Black Dawn
- Black/Matrix +
- Black/Matrix 00
- Blade
- BladeMaker
- Blam! Machinehead
- Blast Chamber
- Blast Lacrosse
- Blast Radius
- Blaster Master: Blasting Again
- Blasto
- Blaze and Blade Busters
- Blazing Dragons
- Blend X Brand
- Block Wars
- Blockids
- Blood Lines
- Blood Omen: Legacy of Kain
- Bloody Roar
- Bloody Roar 2: Bringer of the New Age
- Blue Breaker: Egao no Yakusoku
- Blue Breaker Burst: Bishō o Anata to
- Blue Breaker Burst: Egao no Asuni
- Blue Forest Story: Kaze no Fūin
- Blue's Clues: Blue's Big Musical
- Board Game: Top Shop
- Bob l'éponge : SuperSponge
- Bob le bricoleur : Réparer c'est gagné !
- Boku no Natsuyasumi: Summer Holiday 20th Century
- Bokurato Asobō! Ultraman TV
- Bomberman Fantasy Race
- Bomberman Land
- Bomberman Party Edition
- Bomberman Wars
- Bomberman World
- Bombing Islands, The
- Boombots
- Bottom of the 9th
- Bottom of the 9th '97
- Bottom of the 9th '99
- Boundary Gate: Daughter of Kingdom
- Bounty Hunter Sara: Holy Mountain no Teiō
- Bounty Sword First
- Bounty Sword: Double Edge
- Boxer's Road
- Boys Be...
- Boys Be... Second Season
- Brahma Force
- Brain Dead 13
- Bratz
- Brave Fencer Musashi
- Brave Saga 2
- Break Point
- Breakout
- Breath of Fire III
- Breath of Fire IV
- Breakout
- Break Point
- Breeding Stud: Bokujō de Aimashō
- Breeding Stud 2
- Breeding Stud '99
- Brian Lara Cricket
- Brigandine
- Brightis
- Broken Helix
- Brunswick Circuit Pro Bowling
- Brunswick Circuit Pro Bowling 2
- Broken Helix
- Bubble Bobble also featuring Rainbow Islands
- Buggy
- Bubsy 3D: Furbitten Planet
- Bugriders: The Race of Kings
- Bugs Bunny : Voyage à travers le temps
- Bugs Bunny et Taz : La Spirale du temps
- Builder's Block
- Burger Burger
- Burger Burger 2
- Burning Road
- Bushido Blade
- Bushido Blade 2
- Bust a Groove
- Bust a Groove 2
- Butagee de Iin Janai?
- Buttsubushi

## C
- C The Contra Adventure
- C-12: Final Resistance - P
- C3 Racing: Car Constructors Championship
- Cabela's Big Game Hunter: Ultimate Challenge
- Cabela's Ultimate Deer Hunt: Open Season
- Cadillac
- Caesars Palace
- Caesars Palace II
- Caesars Palace 2000
- Calamity 1: The Natural World
- Calamity 2: People and Traditions
- Calamity 3: Around the World
- Cali's Geo Tools
- Canal+ Premier Manager
- Capcom Generations
- Capcom vs. SNK: Millennium Fight 2000 Pro
- Captain Commando
- Captain Tsubasa: Aratanaru Densetsu Joshō
- Captain Tsubasa J: Get in the Tomorrow
- Card Captor Sakura: Clow Card Magic
- Card Shark
- Cardinal Syn
- Carmageddon
- Carnage Heart
- Carnage Heart EZ: Easy Zapping
- Carol the DarkAngel
- CART World Series
- Casper
- Casper: Friends Around the World
- Castlevania Chronicles
- Castlevania: Symphony of the Night
- Castrol Honda Superbike Racing
- Catan: Die erste Insel
- Celebrity Deathmatch
- Cellophanes
- Centipede
- Chakusin Melody Damon
- Chakusin Melody Damon volume.2
- Chakusin Melody Damon volume.3
- Chakusin Melody Damon volume.4
- Champion Wrestler: Jikkyō Raibu
- Championship Bass
- Championship Motocross featuring Ricky Carmichael
- Championship Motocross 2001 featuring Ricky Carmichael
- Championship Surfer
- Chaos Break
- Charumera
- Chase the Express (Covert Ops: Nuclear Dawn) P
- Checkmate II
- Chess
- Chessmaster II
- Chessmaster 3-D, The
- Chibi-Chara Game Gingaeiyu Densetsu
- Chicken Run
- Chill
- Chevaliers de Baphomet, Les
- Chevaliers de Baphomet, Les : Les Boucliers de Quetzalcoatl
- Chicken Run
- Chine : Intrigue dans la Cité interdite
- Chill (en)
- Cho-Nazo-Oh
- Choaniki: Kyūkyoku Muteki Ginga Saikyō Otoko
- Chocobo no Fushigina Dungeon
- Chocobo's Dungeon 2
- Chocobo Racing
- Chocobo Stallion
- Choro Q 2
- Choro Q 3
- Choro Q Jet: Rainbow Wings
- Choro Q Marine: Q-Boat
- Chō Hatsumei Boy Kanipan: Hirameki Wonderland
- Chris Kamara's Street Soccer
- Chronicles of the Sword
- Chrono Cross
- Chrono Trigger
- Cindy's Caribbean Holiday
- Cindy's Fashion World
- Cinquième Élément, Le
- Circadia
- Circuit Beat
- Circuit Breakers
- Cité des enfants perdus, La
- City Bravo!
- City Bravo! Business Hen
- Civilization
- Civilization II
- Civizard: Majutsu no Keifu
- Classic Road Yūshun 2
- Classic Road 2
- Cleopatra Fortune
- Clock Tower: The First Fear
- Clock Tower
- Clock Tower II: The Struggle Within
- Cochons de guerre, Les
- Cocktail Harmony
- Collection of Activision Classic Games for the Atari 2600, A
- Collection of Classic Games from the Intellivision, A
- Colin McRae Rally - P
- Colin McRae Rally 2.0 - P
- College Slam
- Colony Wars - P
- Colony Wars: Red Sun - P
- Colony Wars: Vengeance
- Combination Pro Soccer
- Command and Conquer - P
- Command and Conquer : Alerte rouge - P
- Command and Conquer : Alerte rouge - Missions Tesla - P
- Concert ff, Le
- Concert pp, Le
- Constructor
- Contender
- Contender 2
- Contra: Legacy of War
- Conveni, The: Ano Machi wo Dokusen Seyo
- Conveni 2, The: Zenkoku Chain Tenkai da!
- Conveni Special, The
- Cool Boarders
- Cool Boarders 2 - P
- Cool Boarders 3 - P
- Cool Boarders 4 - P
- Cool Boarders 2001
- Cosmic Cookoff: Language Arts
- Cosmic Cookoff: Mathematics
- Cosmic Race
- CosmoWarrior Zero
- Cotton 100%
- Cotton: Fantastic Night Dreams
- Countdown Vampires
- Coupe du monde 98
- Coupe du monde FIFA 2002
- Courier Crisis
- Cowboy Bebop
- Cranky Pro
- Crash Bandicoot - P
- Crash Bandicoot 2: Cortex Strikes Back - P
- Crash Bandicoot 3: Warped - P
- Crash Bash - P
- Crash Team Racing - P
- Crazy Climber
- Crazy Climber 2000
- Creative Camp
- Creative Isle
- Creative Journey
- Creative Voyage
- Creature Shock
- Creatures
- Creatures: Raised in Space
- Cricket 2000
- Crime Crackers
- Crime Crackers 2
- Crime Killer
- Crisis Beat
- Critical Blow
- Critical Depth
- Criticom
- Croc: Legend of the Gobbos - P
- Croc 2
- Croket! Kindan no Kinka Box
- Cross Romance: Koi to Mahjong to Hanafuda to
- Cross Tantei Monogatari
- Cross Tantei Monogatari 1 (Kōhen et Zenpen)
- Crossroad Crisis
- Crow, The: City of Angels
- Crusader: No Remorse
- Crusaders of Might and Magic
- CRW: Counter Revolution War
- Crypt Killer
- CT Special Forces
- CT Special Forces: Back to Hell
- CT Special Forces 3: Bioterror
- Cubix: Robots for Everyone - Race 'N Robots
- Culdcept Expansion
- Curiosity kills the cat? Kōkishin wa Neko o Korosuka
- Cyber Daisenryaku: Shutsugeki! Harukatai
- Cyber Org
- Cyber Sled
- Cyberbots: Fullmetal Madness
- Cyberia
- Cybernetic Empire
- Cyberspeed
- CyberTiger

## D
- D
- Dai-4-Ji Super Robot Taisen S
- Daikōkai Jidai IV: Porto Estado
- Daisenryaku: Master Combat
- Daisenryaku: Player's Spirit
- Dalmatians, The
- Dalmatians 2
- DamDam StompLand
- Dance! Dance! Dance!
- Dance Dance Revolution: 1st Mix
- Dance Dance Revolution: 2nd Mix
- Dance Dance Revolution: 3rd Mix
- Dance Dance Revolution: 4th Mix
- Dance Dance Revolution: 5th Mix
- Dance Dance Revolution: Disney Mix
- Dance Dance Revolution: Extra Mix
- Dance Dance Revolution: Konamix
- Dance: Europe
- Dance: UK
- Dance: UK eXtra Trax
- Dancing Blade: Katteni Momotenshi!
- Dancing Blade: Katteni Momotenshi II - Tears of Eden
- Dancing Stage Euromix - P
- Dancing Stage featuring Dreams Come True
- Dancing Stage featuring True Kiss Destination
- Dancing Stage Party Edition - P
- Dancing Stage Fever
- Dancing Stage Fusion
- Danger Girl
- Darius Gaiden
- Dark Hunter: Jō Ijigen Gakuen
- Dark Hunter: Shita Yōma no Mori
- Dark Seed
- Dark Seed II
- Dark Tales: From the Lost Soul
- Darklight Conflict
- Darkstalkers: The Night Warriors
- Darkstalkers 3
- Darkstone
- Dave Mirra Freestyle BMX
- David Beckham Soccer
- De sang froid - P
- Dead Ball Zone
- Dead in the Water
- Dead or Alive
- Deathtrap Dungeon
- Debut 21
- Deception III: Dark Delusion
- Deep Freeze
- Defcon 5
- Défi au Tetris magique
- Delta Force: Urban Warrior
- Demain ne meurt jamais - P
- Demolition Racer - P
- Denpa Shōnenteki Game
- Densetsu Kemono no Ana: Monster Complete World Ver. 2
- Densha de Go!
- Densha de Go! 2
- Densha de Go! Nagoya Railroad
- Densha de Go! Professional Shiyō
- Descent
- Descent II
- Derby Jockey R
- Derby Stallion
- Derby Stallion '99
- Deserted Island
- Destins
- Destrega
- Destruction Derby - P
- Destruction Derby 2 - P
- Destruction Derby Raw - P
- Detana TwinBee Yahho! Deluxe Pack
- Detective Barbie: The Mystery Cruise
- Detective Mouse
- Devil Dice
- Devilman
- Dexter's Laboratory: Le Labo de Mandark
- Dezaemon Kids!
- Dezaemon Plus
- Diablo
- Dice de Chocobo
- Die Hard Trilogy - P
- Die Hard Trilogy 2: Viva Las Vegas
- Digical League
- DigiCro: Digital Number Crossword
- Digimon Digital Card Battle
- Digimon Park
- Digimon Rumble Arena
- Digimon Tamers: Pocket Culumon
- Digimon World - P
- Digimon World 2
- Digimon World 2003
- Digital Ehon Vol. 1: Imadoki no Momotarō
- Digital Ehon Vol. 2: Imadoki no Kaguya Hime
- Digital Ehon Vol. 3: Imadoki no Sarukani
- Digital Ehon Vol. 4: Imadoki no Hanasaka Jiisan
- Digital Ehon Vol. 5: Imadoki no Urashi Matarō
- Dino Crisis
- Dino Crisis 2 - P
- Dinomaster Party
- Dinosaure - P
- Dinosaurs
- Dirt Jockey
- Discworld
- Discworld II : Mortellement vôtre !
- Discworld Noir
- Disney's Story Studio: Mulan
- Disruptor
- Diver's Dream
- Divide, The: Enemies Within
- DoDonPachi
- Dōga de Puzzle! Puppukupu
- Dokapon! Okori no Tetsuken
- Doki Doki On Air
- Doki Doki On Air 2
- Doki Doki Poyacchio
- Doki Doki Pretty League
- Doki Doki Pretty League: Lovely Star
- Doki Doki Pretty League: Nekketsu Otome Seishunki
- Doki Doki Shutter Chance
- Doki Oki
- Doko Demo Issho
  - Doko Demo Issho Tsuika Disc: Koneko Mo Issho
- Doko Demo Issho: Calpis Water Version
- Dokodemo Hamster 2
- Dokodemo Hamster 4
- Dokodemo Hamster B! Quick Club
- Dokomademo Aoku...
- Dōkyūsei 2
- Dōmu no Yabō: F1 GP Nippon no Chōsen
- Dōmu no Yabō 2: The Race of Champions
- Donald Duck Couak Attack - P
- DonPachi
- Doom - P
- Dora the Explorer: Barnyard Buddies
- Doraemon: Himitsu no Yojigen Pocket
- Doraemon: Nobita to Fukkatsu no Hoshi
- Doraemon 2: SOS! Otogi no Kuni
- Doraemon 3: Makai no Dungeon
- Double Cast
- Double Dragon
- Dr. Seuss: The Cat in the Hat
- Dracula : Résurrection
- Dracula 2 : Le Dernier Sanctuaire
- Dragon Ball: Final Bout
- Dragon Ball Z: Legends
- Dragon Ball Z: Ultimate Battle 22
- Dragon Drive
- Dragonseeds
- Dragon Knights Glorious
- Dragon Quest IV : L'Épopée des élus
- Dragon Quest VII : La Quête des vestiges du monde
- Dragon Quest Monsters 1+2
- Dragon Tales: Dragon Seek
- Dragon Valor
- Dragonheart: Fire and Steel
- Dragonseeds
- Dragstars
- Dream Story : Les Aventures de Tim et Lola
- Dreams to Reality
- Driver - P
- Driver 2 - P
- Drugstore, The
- Druid: Daemons of the Mind
- Ducati World
- Duke Nukem
- Duke Nukem: Land of the Babes
- Duke Nukem: Time to Kill
- Dune 2000
- Dungeon Creator
- DX Jinsei Game
- DX Jinsei Game II
- DX Jinsei Game III
- DX Jinsei Game IV
- DX Jinsei Game V
- DX Monopoly
- DX Nippon Tokkyu Ryokō Game: Let's Travel in Japan
- DX Okuman Chōja Game
- DX Okuman Chōja Game II
- Dynamite Soccer 98
- Dynasty Warriors

## E
- E.T. l'extra-terrestre : Le 20e anniversaire
- EA Sports Supercross
- Eagle One: Harrier Attack
- Earthworm Jim 2
- Easter Bunny's Big Day
- Eberouge
- Eberouge Special: Koi to Mahō no Gakuen Seikatsu
- Eberouge 2
- Ebisu Yoshikazu no Ooana Keiti
- Echo Night
- Echo Night 2
- ECW Anarchy Rulz
- ECW Hardcore Revolution
- eexy life: East End X Yuri
- Egg
- Eggs of Steel: Charlie's Eggcellent Adventure
- Égypte : 1156 av. J.-C. - L'Énigme de la tombe royale
- Égypte II : La Prophétie d'Héliopolis
- Ehrgeiz
- Eikan wa Kimi ni 4
- Eikō no Saint Andrews
- Einhänder
- Eisei Meijin
- Eisei Meijin II
- Eisei Meijin III
- Eithea
- Elan
- Eldergate
- Elemental Gearbolt
- Elemental Pinball
- Elf o Karu Monotachi
- Elf o Karu Monotachi II
- Elf o Karu Monotachi: Hanafuda Hen
- Elie no Atelier: Salberg no Renkinjutsushi 2
- Eliminator
- Elmo's Letter Adventure
- Elmo's Number Journey
- EMIT Value Set
- Enigma
- Epidemic
- ESPN Extreme Games
- ESPN MLS GameNight
- Eternal Eyes
- Eternal Melody
- Eurasia Express Satsujin Jiken: Murder on the Eurasia Express
- Europe Racing
- EVE: The Fatal Attraction
- EVE: The Lost One
- EVE Zero
- Every Child Can Succeed 1
- Every Child Can Succeed 2
- Every Child Can Succeed 3
- Every Child Can Succeed 4
- Every Child Can Succeed 5
- Every Child Can Succeed 6
- Every Child Can Succeed 7
- Everybody's Golf
- Everybody's Golf 2
- Evil Dead: Hail to the King
- Evil Zone
- Excalibur 2555 A.D.
- Exector
- Exhumed
- Exodus Guilty
- Explosive Racing
- Extreme 500
- Extreme Ghostbusters: The Ultimate Invasion
- Extreme Go-Kart Racing
- Extreme Pinball
- Extreme Snow Break

## F
- The F.A. Premier League: Football Manager 2000
- The F.A. Premier League: Football Manager 2001
- The F.A. Premier League: Stars
- F-1 Grand Prix 1996: Team Unei Simulation
- F-1 World Grand Prix
- F1 2000
- F1 Championship : Saison 2000 - P
- F1 Racing Championship
- F1 World Grand Prix: Season 1999
- FA Manager
- Fade to Black - P
- Faim de loup, Une
- Faire Games: Language Arts
- Faire Games: Mathematics
- Falcata: Astran Pardma no Monshō
- Family Card Games Fun Pack
- Family Connection: A Guide to Lightspan
- Family Diamond
- Family Feud
- Family Game Pack
- Family Games Compendium
- Fantastic Four
- Fantastic Pinball: Kyūtenkai
- Fantasy Tap
- Farland Saga: Toki no Michishirube
- Farland Story: Yottsu no Fūin
- Fatal Fury: Wild Ambition
- Fear Effect
- Fear Effect 2: Retro Helix
- Felony 11-79
- Fever
- FIFA Soccer 96
- FIFA 97
- FIFA 98 : En route pour la Coupe du monde - P
- FIFA 99 - P
- FIFA 2000 - P
- FIFA Football 2001 - P
- FIFA Football 2002
- FIFA Football 2003
- FIFA Football 2004
- FIFA Football 2005
- Fighter Maker
- Fighting Force
- Fighting Force 2
- Final Doom
- Final Fantasy
- Final Fantasy II
- Final Fantasy IV
- Final Fantasy V
- Final Fantasy VI
- Final Fantasy VII - P
  - Final Fantasy VII International
- Final Fantasy VIII - P
- Final Fantasy IX - P
- Final Fantasy Anthology
- Final Fantasy Chronicles
- Final Fantasy Origins
- Final Fantasy Tactics
- Final Round
- Final Round, The
- Fire Pro Wrestling G
- Fire Pro Wrestling: Iron Slam '96
- Fire Woman Matoigumi
- Firebugs
- Firemen 2, The: Pete and Danny
- Firo and Klawd
- First Kiss * Monogatari
- Fish On! Bass
- Fisherman's Bait
- Fisherman's Bait 2: Big Ol' Bass
- Flintstones, The: Bedrock Bowling
- Floating Runner: Quest for the 7 Crystals
- Flying Squadron
- Football Madness
- Ford Racing
- Ford Truck Mania
- Forget Me Not: Palette
- Formation Soccer '97: The Road to France
- Formation Soccer '98: Ganbare Nippon in France
- Formula 1 - P
- Formula 1 97 - P
- Formula 1 98
- Formula GP
- Formula Karts: Special Edition
- Formula Nippon '99
- Formula One 99
- Formula One 2000
- Formula One 2001
- Formula One Arcade
- Forsaken
- Fous du volant, Les
- Fox Hunt
- Fox Sports Soccer '99
- Frank Thomas Big Hurt Baseball
- Freestyle Motocross: McGrath vs. Pastrana
- Freestyle Scooter
- Frenzy!
- Frisky Tom
- Frogger
- Frogger 2 : La Revanche de Swampy
- Front Mission 1st
- Front Mission 2
- Front Mission 3
- Front Mission Alternative
- Furimukeba Tonari Ni
- Fushigi no Kuni no Angelique
- Future Cop L.A.P.D.
- Future Racer
- Fūraiki

## G
- G-Darius
- G-O-D Pure: Growth or Devolution
- G-Police - P
- G-Police: Weapons of Justice
- Gadget: Past as Future
- Gaia Master
- GaiaSeed: Project Seed Trap
- Gakkō Deatta Kowai Hanashi S
- Gakkō no Kowai Uwasa: Hanako-san ga Kita!!
- Gakkō o Tsukurō!!
- Gakkō o Tsukurō!! 2
- Galaga : Objectif Terre
- Galaxian3
- Galaxy Fight: Universal Warriors
- Gale Gunner
- Galeoz
- Galerians
- Gallop Racer
- Gallop Racer 2
- Gallop Racer 3
- Gallop Racer 2000
- Gambler Densetsu
- Game de Seishun
- Game Guru 9
- Game Maker, The
- Game no Tatsujin: The Shanghai
- Gamera 2000
- Ganbare Goemon: Kuru Nara Koi! Ayashige Ikka no Kuroi Kage
- Ganbare Goemon: Ōedo Daikaiten
- Ganbare Goemon: Uchū Kaizoku Akogingu
- Ganbare Morikawa-kun 2nd Pet in TV
- Gangway Monsters
- Gardien des ténèbres, Le
- Gate Keepers
- Gauntlet Legends
- Gear Senshi Dendoh
- Gegege no Kitarō: Gyakushū! Yōma Daichisen
- Gegege no Kitarō: Noroi no Nikuto Katachi Tachi
- Gekido
- Gekioh: Shooting King
- Gekitō! Crush Gear Turbo
- Genei Tōgi: Shadow Struggle
- Genghis Khan II: Clan of the Gray Wolf
- Genghis Khan: Aoki Ookami to Shiroki Mejika IV
- Gensō no Artemis: Actress School Mystery Adventure
- Gensō Suikogaiden Vol. 1: Harmonia no Kenshi
- Gensō Suikogaiden Vol. 2: Crystal Valley no Kettō
- Gensōmaden Saiyūki: Harukanaru Nishi e
- Geom Cube
- GetBackers Dakkanya
- Getter Robo Daikessen!
- Gex
- Gex 3D: Enter the Gecko
- Gex contre Dr. Rez
- Ghost in the Shell
- Ghoul Panic
- Gimmick!
- Ginga Ojōsama Densetsu Yuna: Final Edition
- Glint Glitters
- Global Domination
- Global Force: Shin Sentō Kokka
- Glocal Hexcite
- Glover
- Go-Jin Senki
- Goal Storm
- Godzilla Trading Battle
- Goemon: Shin Sedai Shūmei!
- GoGo I-land
- Goiken Muyō II
- Gokū Densetsu: Magic Beast Warriors
- Golden Nugget
- Golgo 13 (Carlyle no Yabō et Kenenai Guntai)
- Goofy's Fun House
- Goo! Goo! Soundy
- Gotha II: Tenkū no Kishi
- Gotōchi Hello Kitty Sugoroku Monogatari
- GP Challenge
- Gradius Deluxe Pack
- Gradius Gaiden
- Gran Turismo - P
- Gran Turismo 2 - P
- Grand Slam
- Grand Theft Auto - P
- Grand Theft Auto 2
- Grand Theft Auto: London 1969
- Grand Tour Racing '98 - P
- Grandia
- Granstream Saga, The
- Great Battle VI, The
- Greyhill Incident
- Grid Run
- Grinch, The
- Grind Session
- Groove Adventure Rave: Mikan no Hiseki
- Groove Adventure Rave: Plue no Daibōken
- Groove Adventure Rave: Yūkyū no Kizuna
- Growlanser
- Grudge Warriors
- Guardian Recall
- Guardian's Crusade
- Gubble
- Gucho de Park: Theme Park Monogatari
- Guilty Gear
- GuitarFreaks
- GuitarFreaks Append: 2nd Mix
- GunBare! Game Tengoku 2
- Gunbird
- Gundam 0079: The War for Earth
- Gundam: Battle Assault
- Gundam: Battle Assault 2
- Gundam: The Battle Master
- Gundress
- Gunfighter: The Legend of Jesse James
- Gungage
- Gunjin Shogi, The: Kidō Senshi Gundam
- Gunnm: Kasei no Kioku
- Gunparade March
- Gunpey
- Gunship
- Gussun Oyoyo
- Guy Roux Football Manager : Saison 97/98
- Guy Roux Manager 99
- Guy Roux Manager 2000
- Guy Roux Manager 2001
- Guy Roux Manager 2002

## H
- Hai-Shin 2
- Hajime no Ippo: The Fighting!
- Hamster Monogatari
- Hamster no Odaken
- Hana to Ryū
- Hanabi Fantast
- Hanafuda Graffiti: Koi Koi Monogatari
- Happy Diet
- Happy Hotel
- Happy Jogging in Hawaii
- Happy Salvage
- Hard Blow
- Hard Boiled
- Hard Edge
- Hard Rock Cab
- HardBall 5
- HardBall 99
- Hardcore 4x4
- Harmful Park
- Harry Potter à l'école des sorciers
- Harry Potter et la Chambre des secrets
- Harukanaru toki no naka de
- Harukanaru toki no naka de: Banjyō Yūgi
- Harukaze Sentai V-Force
- Harvest Moon: Back to Nature (Boy et Girl)
- Hatsukoi Valentine
- HBO Boxing
- Head to Toe 1
- Head to Toe 2
- Head to Toe 3
- Head to Toe 4
- Heart of Darkness - P
- Hebereke's Popoitto
- Heisa Byōin
- Heiwa Otenki Studio, The
- Heiwa Parlor! Pro: BunDoriKing Special
- Heiwa Parlor! Pro: Dolphin Ring Special
- Heiwa Parlor! Pro: Fujiko Nio-ma-ka-se Special
- Heiwa Parlor! Pro: Inkappe Taishō Special
- Heiwa Parlor! Pro: Lupin Sansei Special
- Heiwa Parlor! Pro: Tsunatori Monogatari Special
- Heiwa Parlor! Pro: Western Special
- Hellboy: Dogs of the Night
- Hellnight
- Hello Kitty no Oshaberi ABC
- Hello Kitty no Oshaberi Town
- Hello Kitty no Uchi Nioi Deyo
- Hello Kitty to Album Nikki o Tsukuri Masho!
- Hello Kitty: White Present
- Hello Kitty's Cube Frenzy
- Herc's Adventures
- Hercule - P
- Herkules
- Hermie Hopperhead
- Heroine Dream
- Heroine Dream 2
- Hexamoon Guardians
- Hexen
- Hi-Octane
- Hidden and Dangerous
- High Heat Baseball 2000
- High Heat Major League Baseball 2002
- High School of Blitz
- Hikaru no Go: Heian Gensō Ibunroku
- Hissatsu Pachi-Slot Station
- Hissatsu Pachi-Slot Station 2
- Hissatsu Pachi-Slot Station 3
- Hissatsu Pachi-Slot Station 4
- Hissatsu Pachi-Slot Station 5
- Hissatsu Pachi-Slot Station SP
- Hissatsu Pachi-Slot Station SP 2
- Hissatsu Pachi-Slot Station SP 3
- Hissatsu Pachinko Station
- Hissatsu Pachinko Station 2
- Hissatsu Pachinko Station 3
- Hissatsu Pachinko Station 4
- Hissatsu Pachinko Station 5
- Hissatsu Pachinko Station 6
- Hissatsu Pachinko Station 7
- Hissatsu Pachinko Station 8
- Hissatsu Pachinko Station 9
- Hissatsu Pachinko Station 10
- Hissatsu Pachinko Station Now
- Hissatsu Pachinko Station Now 2
- Hissatsu Pachinko Station Now 3
- Hissatsu Pachinko Station Now 4
- Hissatsu Pachinko Station Now 5
- Hissatsu Pachinko Station Now 6
- Hissatsu Pachinko Station Now 7
- Hissatsu Pachinko Station Now 8
- Hissatsu Pachinko Station Now 9
- Hissatsu Pachinko Station Puchi
- Hissatsu Pachinko Station Puchi 2
- Hissatsu Pachinko Station Toyomaru Special
- Hissatsu Pachinko Station: Classic
- Hissatsu Pachinko Station: Classic 2
- Hissatsu Pachinko Station: Monster House Special
- Hive, The
- Hiza no Ue no Partner: Kitty on Your Lap
- Hokuto no Ken
- Hokuto no Ken: Seiki Matsukyu Seishi Densetsu
- Hōma Hunter Lime: Special Collection Vol.1
- Hōma Hunter Lime: Special Collection Vol.2
- Hōma Hunter Lime with Paint Maker
- Home Doctor
- Honkaku Hanafuda
- Honkaku Shogi Shinan
- Honoo no Ryōrinin: Cooking Fighter Hao
- Hooters Road Trip
- Hoshi de Hakken!! Tamagotchi
- Hoshi no Mahoroba
- Hoshigami: Ruining Blue Earth
- Hoshinooka Gakuen Monogatari: Gakuensai
- Hot Shot
- Hot Shots Golf
- Hot Shots Golf 2
- Hot Wheels Extreme Racing
- Hot Wheels Turbo Racing
- Hōshinengi
- Hōshinengi Aizōban
- Hugo
- Hugo 2
- Hugo : La Bataille des grenouilles
- Hugo : Le Maudit Diamant Noir
- Hugo : Le Miroir maléfique
- Hugo : La Quête des pierres solaires
- Hunter X Hunter: Maboroshi no Greed Island
- Hunter X Hunter: Ubawareta Aura Stone
- Hybrid
- Hydro Thunder
- Hyper Formation Soccer
- Hyper Rally
- Hyper Value 2800: Hanafuda

## I
- Iceman: Digital PlayStage
- Ichigeki: Hagane no Hito
- Idol Janshi Suchie-Pai Limited
- Idol Janshi Suchie-Pai II Limited
- Idol Promotion: Yumie Suzuki
- IHRA Drag Racing
- Ikasama Mahjong
- Île Lego 2, L' : La Revanche de Casbrick
- Imadoki no Vampire: Bloody Bride
- Image Fight and X-Multiply
- Impact Racing
- In the Hunt
- Inagawa Junji: Kyōfu no Yashiki
- Inagawa Junji: Mayonaka no Taxi
- Incredible Crisis
- Incredible Hulk, The: The Pantheon Saga
- Independence Day
- Indy 500
- Infestation
- Initial D
- Inspecteur Gadget : Panique dans le labyrinthe
- International Cricket Captain 2000
- International Cricket Captain 2001: Ashes Edition
- International Cricket Captain 2002
- International Moto X
- International Rally Championship
- International Superstar Soccer Deluxe
- International Superstar Soccer Pro 98 - P
- International Track and Field - P
- International Track and Field: Summer Games
- Interplay Sports Baseball 2000
- Inuyasha: A Feudal Fairy Tale
- Invasion
- Invasion vient de l'espace, L'
- Ippatsu Gyakuten: Keiba Keirin Pachinko Pachi-Slot Mahjong
- Irem Arcade Classics
- Iron and Blood: Warriors of Ravenloft
- Iron Man and X-O Manowar in Heavy Metal
- Iron Soldier 3
- Irritating Stick
- …Iru!
- iS - Internal Section
- Ishin no Arashi: Bakumatsu Shishiden
- ISS Pro Evolution - P
- ISS Pro Evolution 2
- ISS: International Superstar Soccer
- Italian Job, The - P
- Itsuka, Kasanariau Ashita e (Sayuri-hen et Shirō-hen)
- Iwatobi Penguin: Rocky × Hopper
- Iwatobi Penguin: Rocky × Hopper 2 - Tantei Monogatari

## J
- J.B. Harold: Blue Chicago Blues
- J.League Jikkyō Winning Eleven
- J.League Jikkyō Winning Eleven 3
- J.League Jikkyō Winning Eleven '97
- J.League Jikkyō Winning Eleven '98-'99
- J.League Jikkyō Winning Eleven 2000
- J.League Jikkyō Winning Eleven 2000 2nd
- Jackie Chan Stuntmaster
- Jade Cocoon : La Légende de Tamamayu
- JailBreaker
- Jaleco Collection Vol. 1
- James Bond 007 : Le monde ne suffit pas - P
- Jarret and LaBonte Stock Car Racing
- Jeopardy!
- Jeopardy! 2nd Edition
- Jeremy McGrath Supercross 98
- Jeremy McGrath Supercross 2000
- Jersey Devil
- Jet Ace
- Jet de Go! Let's Go By Airliner
- Jet Moto 3
- Jet Rider
- Jet Rider 2
- Jewels of the Oracle
- Jigsaw Island: Japan Graffiti
- Jigsaw Madness
- Jigsaw World
- Jikki Pachi-Slot Tettei Kōryaku: Speed-CR Kinkakuji 3
- Jikki Pachi-Slot Tettei Kōryaku: Yamasa Collection
- Jikkyō Oshaberi Parodius
- Jikkyō Powerful Pro Yakyū '95
- Jikkyō Powerful Pro Yakyū '95 Kaimaku-ban
- Jikkyō Powerful Pro Yakyū '97 Kaimaku-ban
- Jikkyō Powerful Pro Yakyū '98 Kaimaku-ban
- Jikkyō Powerful Pro Yakyū '98 Kettei-ban
- Jikkyō Powerful Pro Yakyū '99 Kaimaku-ban
- Jikkyō Powerful Pro Yakyū '99 Kettei-ban
- Jikkyō Powerful Pro Yakyū 2000 Kaimaku-ban
- Jikkyō Powerful Pro Yakyū 2000 Kettei-ban
- Jikkyō Powerful Pro Yakyū 2001
- Jikkyō Powerful Pro Yakyū 2001 Kettei-ban
- Jikkyō Powerful Pro Yakyū 2002 Haru
- Jikkyō Powerful Pro Yakyū Premium-ban
- Jikū Tantei DD: Maboroshi no Lorelei
- Jikū Tantei DD 2: Hangyaku no Apsalar
- Jimmy Johnson's VR Football '98
- Jimmy White's 2: Cueball
- Jingle Cats: Love Para Daisakusen no Maki
- Jissen Pachi-Slot Hisshōhō! 5
- Jissen Pachi-Slot Hisshōhō! Disc Up
- Jissen Pachi-Slot Hisshōhō! Sammy Revolution
- Jissen Pachi-Slot Hisshōhō! Sammy Revolution 2
- Jissen Pachi-Slot Hisshōhō! Single: Epsilon R
- Jissen Pachi-Slot Hisshōhō! Single: Kamen Rider and Gallop
- Jissen Pachi-Slot Hisshōhō! Single: Kamen Rider V3
- Jissen Pachi-Slot Hisshōhō! Single: Kanfuredi
- Jissen Pachi-Slot Hisshōhō! Single: The Kingdom
- Jissen Pachi-Slot Hisshōhō! Single: Sea Master X
- Jissen Pachi-Slot Hisshōhō! Single: Super Star Dust 2
- Johnny Bazookatone
- JoJo's Bizarre Adventure: Heritage for the Future
- Jonah Lomu Rugby
- Joue avec les Teletubbies
- Judge Dredd
- Juggernaut
- Jumping Flash!
- Jumping Flash! 2
- JumpStart: Wildlife Safari Field Trip
- Junjō de Karen: Meymay Kishi-dan - Spectral Force Seishōjo Gaiden
- Junk Brain Diagnosis
- Jupiter Strike

## K
- K-1 Grand Prix
- K-1 Revenge
- K-1 The Arena Fighters
- K-1 World Grand Prix 2001 Kaimakuden
- K9.5 1: Live in Airdale
- K9.5 2: We are the Dogs
- K9.5 3: Webtunes
- K9.5 4: The Tail-Wag Tour
- K9.5 5: The Howlywood Premiere
- Kaeru no Ehon: Adventure for the Lost Memories
- Kaettekita Cyborg Kuro-Chan
- Kagero: Deception 2
- Kahen Sōkō Gunbike: Speed Power Gunbike
- Kaibutsu Monster Para*Dice
- Kaijū Senki
- Kaikan Phrase: Datenshi Kōrin
- Kakinoki Shōgi
- Kakinoki Shōgi 2
- Kakuge-Yaro: Fighting Game Creator
- Kakugo no Susume
- Kamen Rider
- Kamen Rider Agito
- Kamen Rider Heroes
- Kamen Rider Kuuga
- Kamen Rider Ryuki
- Kamen Rider V3
- Karan Koron Gakuen: Byuarabu Hen
- Karan Koron Gakuen: Doki Doki Hen
- Karan Koron Gakuen: Munekyun Hen
- Kasei Monogatari
- Kawa no Nushi Tsuri: Hikyō o Motomete
- Kaze no Notam
- KazMania 1: Trail of Gems
- KazMania 2: Chaos in KazMania
- Keiba Eight '98
- Keiba Eight '98 Akifuyu
- Keiba Eight '99 Haru Natsu
- Keiba Saisho no Hōsoku '95
- Keiba Saisho no Hōsoku '96 Vol. 1
- Keiba Saisho no Hōsoku '96 Vol. 2: G1-Road
- Keiba Saisho no Hōsoku '97 Vol. 1: Nerae! Banbaken!
- Keiba Saisho no Hōsoku '97 Vol. 2: To Hit
- Keiba Saisho no Hōsoku '99 Aki Fuyu
- Kekkon: Marriage
- Kensei: Sacred Fist
- Kenshō Akō Jiken: Chūshingura - Rekishi Adventure
- Kero Kero King
- Khamrai
- Kid Klown in Crazy Chase 2: Love Love Hani Sōdatsusen
- Kid Mix Section: Character Collection
- Kidō Keisatsu Patlabor: Game Edition
- Kidō Senshi Gundam: Giren no Yabō - Zeon no Keifu
- Kidō Senshi Gundam: Gyakushū no Char
- Kidō Senshi Gundam: Version 2.0
- Kiganjō
- Kikuni Masahiko Jirushi: Warā Fukeisan Pachi-Slot Hunter
- Kileak: The Blood
- Killer Loop
- Killing Zone
- Kindaichi Shōnen no Jikenbo: Hihōshima Aratanaru Sangeki
- Kindaichi Shōnen no Jikenbo 2: Jigoku Yūen Satsujin Jiken
- Kindaichi Shōnen no Jikenbo 3: Shōryū Densetsu Satsujin Jiken
- King of Bowling
- King of Bowling 2
- King of Bowling 3
- King of Fighters '95, The
- King of Fighters '96, The
- King of Fighters '97, The
- King of Fighters '98, The: The Slugfest
- King of Fighters '99, The: Millennium Battle
- King of Fighters, The: Kyo
- King of Parlor
- King of Parlor 2
- King of Producer
- King's Field
- King's Field II
- King's Field III
- Kingsley's Adventure
- Kinniku Banzuke: Road to Sasuke
- Kinniku Banzuke Vol.1: Ore ga Saikyō no Otoko da!
- Kinniku Banzuke Vol.2: Aratanarugenkai Enochōsen!
- Kinniku Banzuke Vol.3: Saikyō no Challenger Tanjyō!
- Kirikou
- Kisha de Go!
- Kisetsu o Dakishimete
- KISS Pinball
- Kitty the Kool
- KKND2: Krossfire
- Klaymen Gun-Hockey
- Klonoa Beach Volleyball
- Klonoa: Door to Phantomile
- Knockout Kings
- Knockout Kings 2000
- Knockout Kings 2001
- Koh 2: Shogun
- Kojin Kyōju: La Leçon Particuliere
- Kokohore! Pukka: Dig-a-Dig Pukka
- Konami Antiques: MSX Collection Vol.1
- Konami Antiques: MSX Collection Vol.2
- Konami Antiques: MSX Collection Vol.3
- Konami Arcade Classics
- Kosodate Quiz: Motto My Angel
- Koten Tsugoshū: Shijin no Kan
- Kotobuki Grand Prix
- Kōashi Kikō Shidan: Bein Panzer
- Kōkai Sarena Katta Shuki: The Note
- Kōtetsu Reiiki: Steeldom
- Koudelka
- Kowloon's Gate
- Krazy Ivan
- Kula World
- Kuma no Pooh-San: Mori no Nakamato 123
- Kuon no Kizuna
- Kurt Warner's Arena Football Unleashed
- KuruKuru MaruMaru
- Kururin Pa!
- Kurushi
- Kurushi Final: Mental Blocks
- Kuzco, l'empereur mégalo - P
- Kyōtei Wars Mark 6
- Kyūkuoku no Sōkoban

## L
- L no Kisetsu: A Piece of Memories
- Lagnacure
- Lagnacure Legend
- Lake Masters
- Lake Masters 2
- Lake Masters Pro
- Land Before Time, The: Big Water Adventure
- Langrisser I & II
- Langrisser IV & V Final Edition
- Largo Winch : Commando Sar
- Last Blade, The
- Last Report, The
- Leading Jockey: Highbred
- Leading Jockey '99
- Legacy of Kain: Soul Reaver - P
- Legend
- Legend of Dragoon, The
- Legend of Foresia : La Contrée interdite
- Legend of Heroes I & II, The: Eiyū Densetsu
- Legend of Heroes II, The: Prophecy of the Moonlight Witch
- Legend of Heroes IV, The: Akai Shizuku
- Legend of Kartia
- Legend of Legaia
- Legend of Mana
- Legend of Mulan
- Lego Racers
- Lego Rock Raiders
- Lethal Enforcers I & II
- Lemmings & Oh No! More Lemmings
- Libero Grande
- Libero Grande 2
- Lifeforce Tenka
- LifeScape: Seimei 40 Okunen Haruka na Tabi
- LifeScape 2: Body Bionics
- Lightning Legend: Daigo no Daibōken
- Lilo et Stitch : Ouragan sur Hawaï - P
- Linda Cube Again
- Lion and the King
- Lion and the King 2
- Liquid Books 1: Lety's Favorite Stories
- Liquid Books 2: Amrita's Trees, Cerdito and the Coyote
- Liquid Books 3: Far-Fetched Frontier Tales
- Liquid Books 4: The Adventures of Adelita and Bo
- Liquid Books 5: Pop-out Prose
- Liquid Books 6: The Wandering Path
- Little Big Adventure
- Little Princess: Maru Ōkoku no Ningyō Hime 2
- Little Witching Mischiefs
- Livre de la jungle, Le : Groove Party
- LMA Manager
- LNF Stars 2001
- Loaded - P
- Lode Runner
- Lode Runner 2
- Lode Runner Extra
- Lode Runner: The Legend Returns
- London Racer
- London Racer II
- London Seirei Tantei-dan
- Lone Soldier
- Looney Tunes Racing
- Lost Vikings II, The
- Louvre : L'Ultime Malédiction
- Love and Destroy
- Love Hina: Ai wa Kotoba no Chū ni
- Love Hina 2: Kotoba wa Konayuki no Yō ni
- LSD
- Lucifer Ring
- Lucky Luke : La Fièvre de l'ouest
- Lucky Luke : Sur la piste des Dalton - P
- Lunar: Silver Star Story Complete
- Lunar 2: Eternal Blue Complete
- Lunar Wing: Toki o Koeta Seisen
- Lunatic Dawn III
- Lunatic Dawn Odyssey
- Lupin Sansei
- Lupin Sansei: Chateau de Cagliostro Saikai

## M
- M6 Turbo Racing
- M&M's: Shell Shocked
- Machine Hunter
- Macross Digital Mission VF-X
- Macross Plus Game Edition
- Macross: Do You Remember Love
- Macross VF-X 2
- Mad Stalker: Full Metal Force
- Madden NFL '97
- Madden NFL '98
- Madden NFL 99
- Madden NFL 2000
- Madden NFL 2001
- Madden NFL 2002
- Madden NFL 2003
- Madden NFL 2004
- Madden NFL 2005
- Maestromusic, The
  - Maestromusic Encore Disc, The
  - Maestromusic Merry Christmas Append, The
- Magic Carpet
- Magic: The Gathering - BattleMage
- Magical Date: Doki Doki Kokuhaku Daisakusen
- Magical Dice Kids
- Magical Drop
- Magical Drop III
- Magical Drop III + Wonderful!
- Magical Drop F
- Magical Music Eigo de One - Two - Three!
- Magical World of Disney on PlayStation, The
- Mahjong Club
- Mahjong Goku Tenjiku
- Mahjong Goku Tenjiku 99
- Mahjong Station Mazin
- Mahjong Taikai II Special
- Mahjong Yōchien: Tamago Gumi
- Mahjong Yōchien: Tamago Gumi 2
- Mahō Shōjo Fancy Coco
- Mahō Shōjo Pretty Sammy Part 1: In The Earth
- Mahō Shōjo Pretty Sammy Part 2: In the Julyhelm
- Maillon faible, Le
- Mainichi Neko Yōbi
- Makeruna! Makendō 2
- Marcel Desailly Pro Football
- Märchen Adventure Cotton 100%
- Maria: Kimitachi ga Umareta Wake
- Maria 2: Jutai Kokuchi no Nazo
- Marie no Atelier: Salburg no Renkinjutsushi
- Marie no Atelier Plus: Salburg no Renkinjutsushi
- Mars Moose Adventure, A: Cosmic Quest 1 - City Sights
- Mars Moose Adventure, A: Cosmic Quest 2 - Fairy Tale Island
- Mars Moose Adventure, A: Cosmic Quest 3 - Race Through France
- Mars Moose Adventure, A: Stay and Play 1 - In the Clubhouse
- Mars Moose Adventure, A: Stay and Play 2 - In Mars' Bedroom
- Mars Moose Adventure, A: Stay and Play 3 - In Lonnie's Classroom
- Mars Moose Adventure, A: Walkabout 1 - The Natural History Museum
- Mars Moose Adventure, A: Walkabout 2 - The Shakespeare Festival
- Mars Moose Adventure, A: Walkabout 3 - World Sports Day
- Martha Is Dead
- Martial Beat
- Martial Beat 2
- Martian Gothic: Unification
- Martian Gothic: Unification
- Marvel Super Heroes
- Marvel Super Heroes vs. Street Fighter
- Marvel vs. Capcom: Clash of Super Heroes
- Mary-Kate and Ashley: Crush Course
- Mary-Kate and Ashley: Magical Mystery Mall
- Mary-Kate and Ashley: Winner's Circle
- Mass Destruction
- Master of Monsters
- Masters: Shin Harukanaru Augusta
- Mat Hoffman's Pro BMX
- Math Gallery: Collection 1
- Math Gallery: Collection 2
- Math on the Move! Addition/Subtraction Advanced
- Math on the Move! Addition/Subtraction Intermediate
- Math on the Move! Multiplication/Division Advanced
- Math on the Move! Multiplication/Division Intermediate
- Matsukata Hiroki no World Fishing
- Matsumoto Reiji 999: Story of Galaxy Express 999
- Max Surfing 2nd
- Maximum Force
- Maze Heroes: Meikyū Densetsu
- MDK
- MechWarrior 2: 31st Century Combat
- Medal of Honor - P
- Medal of Honor : Résistance - P
- Medarot R
- MediEvil - P
- MediEvil II - P
- Mega Man
- Mega Man 2
- Mega Man 3
- Mega Man 4
- Mega Man 5
- Mega Man 6
- Mega Man 8
- Mega Man Legends
- Mega Man Legends 2
- Mega Man Battle and Chase
- Mega Man X3
- Mega Man X4
- Mega Man X5
- Mega Man X6
- Megatudo 2096
- Meguri Aishite
- Meitantei Conan
- Meitantei Conan: 3-Jin no Meitantei
- Meitantei Conan: Saikō no Aibō
- Meitantei Conan: Trick Trick Vol. 1
- Melty Lancer: Ginga Shōjo Keisatsu 2086
- Melty Lancer: Re-inforce
- Melty Lancer: The 3rd Planet
- Memorial * Series: Sunsoft Vol. 1
- Memorial * Series: Sunsoft Vol. 2
- Memorial * Series: Sunsoft Vol. 3
- Memorial * Series: Sunsoft Vol. 4
- Memorial * Series: Sunsoft Vol. 5
- Memorial * Series: Sunsoft Vol. 6
- Memories Off
- Men in Black: The Game
- Men in Black: The Series - Crashdown
- Meremanoid
- Merriment Carrying Caravan
- Meru Purana
- Meta-Ph-List Gamma X 2097
- Metal Gear Solid - P
  - Metal Gear Solid : Missions spéciales
- Metal Jacket
- Metal Slug
- Metal Slug X
- Mezase! Meimon Yakyūbu
- Michael Owen's World League Soccer 99
- Michael Schumacher Racing World Kart 2002
- Mickey's Wild Adventure - P
- Micro Machines V3 - P
- Micro Maniacs
- Mighty Hits
- Mighty Hits Special
- Mikagura Shōjo Tanteidan
- Mike Tyson Boxing
- Mille Miglia
- Millennium Soldier: Expendable
- Million Classic
- Minakata Hakudō Tōjō
- Mini-Yonku Bakusō Kyōdai: Let's and Go!! WGP Hyper Heat
- MiniMoni: Dice de Pyon!
- MiniMoni: Shaker and Tambourine! Dapyon!
- Minton Keibu no Sōsa File: Dōkeshi Satsujin Jiken
- Miracle Space Race
- Misadventures of Tron Bonne, The
- Miss Spider's Tea Party
- Missile Command
- Mission, The
- Mission impossible
- Missland
- Missland 2
- Mitōhō e no Chōsen: Alps-Hen
- Mitsumete Knight
- Mitsumete Knight R: Daibōken-hen
- Mizutani Junko: Believer Dreamer
- Mizzurna Falls
- MLB 98
- MLB 99
- MLB 2000
- MLB 2001
- MLB 2002
- MLB 2003
- MLB 2004
- MLB 2005
- MLB 2006
- MLB Pennant Race
- Mobil 1 Rally Championship
- Mobile Light Force
- Mobile Suit Gundam
- Mobile Suit Gundam: Perfect One Year War
- Mobile Suit Z-Gundam
- Möbius Link 3D
- Moho
- Momotarō Densetsu
- Momotarō Densetsu V
- Momotarō Dentetsu 7
- Momotarō Matsuri: Ishikawa Rokuemon no Maki
- Mona and Moki 1: Drive Me Wild
- Mona and Moki 2: Drive Me Wilder!
- Monaco Grand Prix: Racing Simulation 2
- Monde des Bleus, Le
- Monde des Bleus 2, Le
- Monde perdu, Le : Jurassic Park - P
- Money Idol Exchanger
- Monkey Hero
- Monkey Magic
- Monopoly - P
- Monster Bass!
- Monster Collection: Kamen no Madōshi
- Monster Complete World
- Monster Race
- Monster Rancher
- Monster Rancher 2
- Monster Rancher Battle Card: Episode II
- Monster Rancher Hop-A-Bout
- Monster Trucks
- Monsterseed
- Monstres et Cie : L'Île de l'épouvante - P
- Moon: Remix RPG Adventure
- Moon Cresta
- Moonlight Syndrome
- Moorhuhn 2: Die Jagd Geht Weiter
- Moorhuhn X
- Moritaka Chisato: Safari Tokyo
- Mort the Chicken
- Mortal Kombat II
- Mortal Kombat 3
- Mortal Kombat 4
- Mortal Kombat Mythologies: Sub-Zero
- Mortal Kombat: Special Forces
- Mortal Kombat Trilogy - P
- Moto Racer - P
- Moto Racer 2 - P
- Moto Racer World Tour - P
- Motocross Mania
- Motocross Mania 2
- Motor Toon Grand Prix
- Motor Toon Grand Prix 2
- Motorhead
- Motto! Nyan to Wonderful 2
- Mr. Driller
- Mr. Driller G
- Ms. Pac-Man Maze Madness
- MTV Music Generator 2
- MTV Music Generator 3: This Is the Remix
- MTV Sports: Pure Ride
- MTV Sports: Snowboarding
- MTV Sports: Skateboarding - Featuring Andy Macdonald
- MTV Sports: T.J. Lavin's Ultimate BMX
- MTV's Celebrity Deathmatch
- Mummy, The
- Muppet Monster Adventure
- Muppet RaceMania
- Mushi Tarō
- Music: Music Creation for the PlayStation
- Music 2000
- Muteki-Oh Tri-Zenon
- My Disney Kitchen
- My Dream: On Air ga Matenakute
- My Garden
- My Home Dream
- My Home Dream 2
- Myst
- Mystic Ark: Maboroshi Gekijo
- Mystic Dragoons, The
- Mystic Mind

## N
- N2O: Nitrous Oxide
- Nagano Winter Olympics '98
- Nage Libre: Rasen no Soukoku
- Nainai no Meitante
- Namco Anthology 1
- Namco Anthology 2
- Namco Museum Encore
- Namco Museum Volume 1
- Namco Museum Volume 2
- Namco Museum Volume 3
- Namco Museum Volume 4
- Namco Museum Volume 5
- Namco Soccer Prime Goal
- Namco Tennis Smash Court
- Nanatsu no Hikan
- Nanotek Warrior
- Naruto: Shinobi no Sato no Jintori Kassen
- NASCAR 98
- NASCAR 99
- NASCAR 2000
- NASCAR 2001
- NASCAR Heat
- NASCAR Racing
- NASCAR Rumble
- NASCAR Thunder 2002
- NASCAR Thunder 2003
- Navit
- Nazo Makaimura: Incredible Toons
- Nazo-Oh
- NBA Basketball 2000
- NBA Fastbreak '98
- NBA Hang Time
- NBA Hoopz
- NBA in the Zone
- NBA in the Zone 2
- NBA in the Zone '98
- NBA in the Zone '99
- NBA in the Zone 2000
- NBA Jam Extreme
- NBA Jam: Tournament Edition
- NBA Live 96
- NBA Live 97
- NBA Live 98
- NBA Live 99
- NBA Live 2000
- NBA Live 2001
- NBA Live 2002
- NBA Live 2003
- NBA ShootOut 2000
- NBA ShootOut 2001
- NBA ShootOut 2002
- NBA ShootOut 2003
- NBA ShootOut 2004
- NBA Showtime: NBA on NBC
- NCAA Final Four 99
- NCAA Final Four 2000
- NCAA Final Four 2001
- NCAA Football 98
- NCAA Football 99
- NCAA Football 2000
- NCAA Football 2001
- NCAA GameBreaker
- NCAA GameBreaker 98
- NCAA GameBreaker 99
- NCAA GameBreaker 2000
- NCAA GameBreaker 2001
- NCAA March Madness '98
- NCAA March Madness 99
- NCAA March Madness 2000
- NCAA March Madness 2001
- Necronomicon : L'Aube des ténèbres
- Nectaris: Military Madness
- Need for Speed, The
- Need for Speed II
- Need for Speed III : Poursuite infernale
- Need for Speed : Conduite en état de liberté - P
- Need for Speed: Porsche 2000 - P
- Nekketsu Oyako
- Neko na Ka-n-ke-i
- Neko Zamurai
- Neo Atlas
- Neo Atlas II
- Neon Genesis Evangelion: Girlfriend of Steel
- Nessa no Hoshi
- Neues
- Never 7: The End of Infinity
- Neverhood, The
- Newman Haas Racing
- Next Tetris, The
- Next Tetris DLX, The
- NFL Blitz
- NFL Blitz 2000
- NFL Blitz 2001
- NFL Full Contact
- NFL GameDay
- NFL GameDay '97
- NFL GameDay 98
- NFL GameDay 99
- NFL GameDay 2000
- NFL GameDay 2001
- NFL GameDay 2002
- NFL GameDay 2003
- NFL GameDay 2004
- NFL GameDay 2005
- NFL Quarterback Club 97
- NFL Xtreme
- NFL Xtreme 2
- N.GEN Racing
- NHL 97
- NHL 98
- NHL 99
- NHL 2000
- NHL 2001
- NHL Blades of Steel 2000
- NHL Breakaway 98
- NHL Championship 2000
- NHL FaceOff
- NHL FaceOff '97
- NHL FaceOff 98
- NHL FaceOff 99
- NHL FaceOff 2000
- NHL FaceOff 2001
- NHL Open Ice: 2 on 2 Challenge
- NHL Powerplay
- NHL Powerplay 98
- NHL Rock the Rink
- NHLPA and NHL Present, The: Wayne Gretzky's 3D Hockey
- Nibiiro no Kōbō: 32-nin no Sensha Chō
- Nice Price Series Vol. 01: Nihon Pro Mahjong Renmei Kōnin - Honkaku Pro Mahjong
- Nice Price Series Vol. 02: Honkaku Shōgi Shinan
- Nice Price Series Vol. 03: Hanafuda and Card Game
- Nice Price Series Vol. 04: Billiard King
- Nice Price Series Vol. 05: Chess and Reversi
- Nice Price Series Vol. 06: Quiz De Battle
- Nice Price Series Vol. 07: World Tournament Bowling
- Nice Price Series Vol. 08: Elemental Pinball
- Nice Price Series Vol. 09: Paradise Casino
- Nice Price Series Vol. 10: Igo wo Utō!
- Nice Price Series Vol. 11: Nikakudori Deluxe
- Nichibutsu Arcade Classics
- Nicktoons Racing
- Night Raid
- Night Striker
- Nightmare Creatures
- Nightmare Creatures II
- Ninja : L'Ombre des ténèbres
- Ninja Jajamaru-kun: Onikiri Ninpō Chō
- Ninpū Sentai Hurricaneger
- Nippon Golf Kyōkai Kanshū: Double Eagle
- Nippon Pro Mahjong Renmei Kōnin: Shin Tetsuman
- No Fear Downhill Mountain Biking
- No One Can Stop Mr. Domino
- No-Appointment Gals: Olympos
- Nobunaga Hiroku: Ge-Ten no Yume
- Nobunaga no Yabō: Bushō Fūunroku
- Nobunaga no Yabō: Haōden
- Nobunaga no Yabō: Shōseiroku
- Nobunaga no Yabō Returns
- NOeL: NOT DiGITAL
- NOeL: La Neige
- NOeL: La Neige Special
- NOeL 3: Mission on the Line
- Noon
- Not Treasure Hunter
- Novastorm
- Nuclear Strike
- Nyan to Wonderful

## O
- O.D.T.
- Ochan no Oekaki Logic
- Oddworld : L'Exode d'Abe - P
- Oddworld : L'Odyssée d'Abe - P
- Off-World Interceptor Extreme
- Ogre Battle: The March of the Black Queen
- Oh No!
- Ojyōsama Express
- Ōji-Sama Lv1
- Ōkyū no Hihō: Tenshon
- Olympic Soccer: Atlanta 1996
- Olympic Summer Games: Atlanta 1996
- Ōma ga Toki
- Ōma ga Toki 2
- Omega Assault
- Omega Boost
- Omiai Commando: Bakappuru ni Tukkomi o
- Omizu no Hanamichi
- One
- One: Kagayaku Kisetsu e
- One Piece Mansion
- One Piece: Grand Battle!
- One Piece: Grand Battle! 2
- One Piece: Ocean's Dream
- One Piece: Tobidase Kaizokudan!
- Ongaku Tsukuru: Kanadeeru 2
- Ongaku Tsukuru 3
- Ooedo Hūsui Ingaritsu Hanabi 2
- Option Tuning Car Battle
- Option Tuning Car Battle 2
- Option Tuning Car Battle Spec-R
- Ore no Ryōri
- Oreshika: Tainted Bloodlines
- Oshaberi Oekaki Soreike! Anpanman
- Oshigoto-shiki Jinsei Game: Mezase Shokugyō King
- Otenki Kororin
- Out Live: Be Eliminate Yesterday
- Outlaws of the Lost Dynasty
- Over Drivin' Skyline Memorial
- OverBlood
- OverBlood 2
- Overboard!

## P
- P.K.'s Math Studio 1
- P.K.'s Place 1: Party on the Patio!
- P.K.'s Place 2: Hoopo at Sea!
- P.K.'s Place 3: Carlos at the Races!
- P.K.'s Place 4: Daphne and the Seventh Wonder!
- P.T.O. II
- P.T.O. III
- Pac-Man World
- Pacapaca Passion
- Pacapaca Passion 2
- Pachi-Slot Aruze Ōkoku
- Pachi-Slot Aruze Ōkoku 2
- Pachi-Slot Aruze Ōkoku 3
- Pachi-Slot Aruze Ōkoku 4
- Pachi-Slot Aruze Ōkoku 5
- Pachi-Slot Aruze Ōkoku 6
- Pachi-Slot Aruze Ōkoku 7
- Pachi-Slot Kanzen Kōryaku: Universal Kōshiki Gaido Volume 1
- Pachi-Slot Kanzen Kōryaku: Universal Kōshiki Gaido Volume 2
- Pachi-Slot Kanzen Kōryaku: Universal Kōshiki Gaido Volume 3
- Pachi-Slot Kanzen Kōryaku: Universal Kōshiki Gaido Volume 4
- Pachi-Slot Kanzen Kōryaku: Takasago Super Project
- Pachi-Slot Kanzen Kōryaku: Takasago Super Project 2
- Pachi-Slot Kanzen Kaiseki: Wet2 Poker
- Pachi-Slot Teiō
- Pachi-Slot Teiō 2
- Pachi-Slot Teiō 3
- Pachi-Slot Teiō 4
- Pachi-Slot Teiō 5
- Pachi-Slot Teiō 6
- Pachi-Slot Teiō 7
- Pachi-Slot Teiō Maker Suishō Manual 1: Beat the Dragon 2
- Pachi-Slot Teiō Maker Suishō Manual 2: Ice Story
- Pachi-Slot Teiō Maker Suishō Manual 3: I'm Angel
- Pachi-Slot Teiō Maker Suishō Manual 4: Ekizosuto
- Pachi-Slot Teiō Maker Suishō Manual 5
- Pachi-Slot Teiō Maker Suishō Manual 6
- Pachi-Slot Teiō Maker Suishō Manual 7: Trick Monster 2
- Pachi-Slot Teiō W
- Pachi-Slot Teiō: Battle Night / Atlantis Dome
- Pachi-Slot Teiō: Bunny Girl SP
- Pachi-Slot Teiō: CR Soreite Hama-Chan 2
- Pachi-Slot Teiō: D-Train Pegasus
- Pachi-Slot Teiō: Golgo 13 - Las Vegas
- Pachi-Slot Teiō: Naniwaō Fubuki
- Pachi-Slot Teiō: Shimabai 30
- Pachi-Slot Teiō: Yamasa Remix
- Pachinko and Pachi-Slot Parlor! Pro Extra
- PAL: Shinken Densetsu
- Pandemonium - P
- Pandemonium 2
- Pandora Max Series Vol. 1: Dragon Knights Glorious
- Pandora Max Series Vol. 2: Shisha no Yobu Tachi
- Pandora Max Series Vol. 3: Rubbish Blazon
- Pandora Max Series Vol. 4: Catch! Kimochi Sensation
- Pandora Max Series Vol. 5: Gochachiru
- Pandora Max Series Vol. 6: Oni Zero - Fukkatsu
- Panekit
- Panzer Bandit
- Panzer Front
- Panzer Front bis.
- Panzer General
- PAQA
- PaRappa the Rapper
- Parasite Eve
- Parasite Eve II - P
- Paris-Marseille Racing
- Paris-Marseille Racing II
- Parlor! Pro
- Parlor! Pro 2
- Parlor! Pro 3
- Parlor! Pro 4
- Parlor! Pro 5
- Parlor! Pro 6
- Parlor! Pro 7
- Parlor! Pro 8
- Parlor! Pro Collection
- Parlor! Pro Special: CR Harenchi Gakuen and Chō-Shindai
- Parlor! Pro Jr. Vol. 1
- Parlor! Pro Jr. Vol. 2
- Parlor! Pro Jr. Vol. 3
- Parlor! Pro Jr. Vol. 4
- Parlor! Pro Jr. Vol. 5
- Parlor! Pro Jr. Vol. 6
- Parlor! Pro Jr. Collection
- Paro Wars
- Parodius Deluxe Pack
- Patriotic Pinball
- Pax Corpus
- PD Ultraman Invader
- Penny Racers
- Pepsiman
- Perfect Assassin
- Perfect Fishing: Bass Fishing
- Perfect Fishing: Rock Fishing
- Perfect Performer: The Yellow Monkey
- Perfect Weapon
- Persona 2: Innocent Sin
- Persona 2: Eternal Punishment
- Pet in TV with my dear Dog
- Pet Pet Pet
- Peter Jacobsen's Golden Tee Golf
- Peter Pan : Aventures au Pays Imaginaire - P
- Petit Dinosaure, Le : La Course des dinos
- Petit Dinosaure, Le : Retour vers la Grande Vallée
- Petite Sirène 2, La
- PGA Tour 96
- PGA Tour 97
- PGA Tour 98
- Phat Air: Extreme Snowboarding
- Philosoma
- Phix: The Adventure
- Photo Genic
- Pi to Mail
- Pilot ni Narō!
- Pinball Power
- Pinball Fantasies Deluxe
- Pink Panther : À la poursuite de la Panthère rose
- Pinobee
- Pinocchia no Miru Yume
- Pipe Dreams 3D
- Pitball
- Pitfall: Beyond the Jungle
- Pixygarden
- Planet Laika
- Planète au trésor, La - P
- Planète des singes, La
- Play de Oboeru Chūgaku Eitango Deruderu 1200
- Play de Oboeru Eijukugo Deruderu 750
- Play de Oboeru Eitango Deruderu 1700: Center Shiken Level Taiō
- Play de Oboeru Kanji Kentai Deruderu 1100
- Play de Oboeru Series Nihonshi Quiz Deruderu 1800
- Play de Oboeru Series Sekaishi Quiz Deruderu 1800
- Play de Oboeru TOEIC Test Goku DeruDeru 1700
- Play with the Teletubbies
- Player Manager 98/99
- PO'ed
- Pocke-Kano: Fumio Ueno
- Pocke-Kano: Shizuka Hōjōin
- Pocke-Kano: Yumi Aida
- Pocket Digimon World
  - Pocket Digimon World: Cool and Nature Battle Disc
  - Pocket Digimon World: Wind Battle Disc
- Pocket Dungeon
- Pocket Jiman
- Pocket MuuMuu
- Point Blank
- Point Blank 2
- Point Blank 3
- PokeTan
- Polaris SnoCross
- Policenauts
- Pong: The Next Level
- Pool Academy
- Pool Hustler
- Pop de Cute na Shinri Test: Alabama
- Pop'n Music
- Pop'n Music 2
- Pop'n Music 3 Append Disc
- Pop'n Music 4 Append Disc
- Pop'n Music 5
- Pop'n Music 6
- Pop'n Music: Animation Melody
- Pop'n Music: Disney Tunes
- Pop'n Pop
- PoPoLoCrois Monogatari
- PoPoLoCrois Monogatari II
- PoPoRoGue
- Populous : À l'aube de la création
- Porsche Challenge - P
- Power Diggerz
- Power Dolls 2
- Power Instinct 2
- Power Move Pro Wrestling
- Power Play Sports Trivia
- Power Rangers : La Force du temps
- Power Rangers: Lightspeed Rescue
- Power Rangers Zeo: Full Tilt Battle Pinball
- Power Serve
- Power Stakes
- Power Stakes 2
- Powerpuff Girls, The: Chemical X-traction
- Poy Poy
- Poy Poy 2
- Premier Manager 98
- Premier Manager Ninety-Nine
- Primal Rage
- Princess Maker: Go! Go! Princess
- Princess Maker: Yumemiru Yōsei
- Princess Maker Pocket Dai-sakusen
- Prism Court
- Prism Land Story
- Prisoner of Ice
- Pro 18: World Tour Golf
- Pro Backgammon
- Pro Evolution Soccer
- Pro Evolution Soccer 2
- Pro Logic Mahjong Hai Shin
- Pro Mahjong Kiwame Plus
- Pro Mahjong Kiwame Plus II
- Pro Mahjong Kiwame Tengensenhen
- Pro Pinball: Big Race USA
- Pro Pinball: Fantastic Journey
- Pro Pinball: Timeshock!
- Pro Pinball: The Web
- Pro Wrestling Sengokuden
- Pro Wrestling Sengokuden: Hyper Tag Match
- Pro Wrestling Sengokuden 2
- Pro Yakyū Nettō: Puzzle Stadium
- Pro:Foot Contest 98
- Project: Horned Owl
- Project Gaiaray
- Project Overkill
- Proof Club
- Psybadek
- Psychic Detective
- Psychic Force
- Psychic Force 2
- Psychic Force: Puzzle Taisen
- Psychometrer Eiji
- Pu-Li-Ru-La
- Puchi Carat
- Punch the Monkey! Game Edition
- Punky Skunk
- Purumui Purumui
- Puyo Puyo 2
- Puyo Puyo Box
- Puyo Puyo Sun
- Puyo Puyo~n
- Puzzle Arena Toshinden
- Puzzle Bobble 2 - P
- Puzzle Bobble 3 DX
- Puzzle Star Sweep
- Puzznic
- Pyjama Sam : Héros du goûter

## Q
- Q*bert
- Qix 2000
- The Quaddle Family Mysteries 1: The Case of the Scarce Scarab
- The Quaddle Family Mysteries 2: The Case of the Scarce Scarab (Garden)
- The Quaddle Family Mysteries 3: The Case of the Scarce Scarab (Parlor, Family Room)
- Quake II
- Quantum Gate I: Akumu no Joshō
- Queens Road
- Quest for Fame
- Qui veut gagner des millions ?
- Qui veut gagner des millions ? Seconde Édition
- Qui veut gagner des millions ? 3e Édition
- Qui veut gagner des millions ? Junior
- Quiz $ Millionaire: Waku Waku Party
- Quiz Charaokedon! Tōei Tokusatsu Hero Part 1
- Quiz Charaokedon! Tōei Tokusatsu Hero Part 2
- Quiz Darakeno Jinsei Game
- Quiz Darakeno Jinsei Game Dai-2-kai!
- Quiz Nanairo Dreams: Miracle of the Rainbow-Colored Town
- Quo Vadis: Iberukatsu Ikusaeki

## R
- R-Type Delta
- R-Types
- R?MJ: The Mystery Hospital
- R4: Ridge Racer Type 4 - P
- Racing Lagoon
- Radikal Bikers
- Rage Racer
- Rageball
- Raging Skies
- Raiden
- Raiden DX
- Raiden Project, The
- Railroad Tycoon II
- Rakugaki Showtime
- Rally Cross
- Rally Cross 2
- Rally de Africa
- Rally de Europe
- Rama
- Rampage World Tour
- Rampage 2: Universal Tour
- Rampage Through Time
- Ranma ½: Battle Renaissance
- Rapid Racer
- Rapid Reload
- Rascal
- Rascal Racers
- Rat Attack!
- Raven Project, The
- Ray Tracers
- RayCrisis
- Rayman - P
- Rayman 2: The Great Escape - P
- Rayman Junior
- Rayman Rush
- RayStorm
- Razmoket, Les : 100 % Angelica
- Razmoket, Les : À la recherche de Reptar
- Razmoket à Paris, le film - Les - P
- Razmoket font leur cinéma, Les
- RC Revenge
- RC Stunt Copter
- Re-Loaded
- Re-Volt
- Ready 2 Rumble Boxing
- Ready 2 Rumble Boxing: Round 2
- Real Bout Fatal Fury
- Real Bout Fatal Fury Special
- Real Robots Final Attack
- ReBoot
- Red Asphalt
- Reel Fishing
- Reel Fishing II
- Refrain Love ~Anata ni Aitai~
- Refrain Love 2
- Reikoku: Ikeda Kizoku Shinrei Kenkyūjo
- Renai Kōza Real Age
- Renegade Racers
- Rescue 24 Hours
- Rescue Copter
- Rescue Heroes: Molten Menace
- Resident Evil - P
  - Resident Evil: Director's Cut
- Resident Evil 2
  - Resident Evil 2: Dual Shock Edition - P
- Resident Evil 3: Nemesis
- Resident Evil: Survivor
- Retro Force
- Return Fire
- Return to Zork
- Revelations: Persona
- Reverthion
- Revolution X
- Rhapsody: A Musical Adventure
- Rhythm Beat
- Ridegear Guybrave
- Ridegear Guybrave II
- Ridge Racer - P
- Ridge Racer Revolution - P
- Ring of Sias
- Riot
- Riot Stars
- Rise 2: Resurrection
- Rising Zan: The Samurai Gunman
- Risk: The Game of Global Domination
- Rittai Ninja Katsugeki Tenchu (Shinobi Gaisen et Shinobi Hyakusen)
- Rival Schools: United by Fate
- Riven
- Road Rage
- Road Rash - P
- Road Rash 3D
- Road Rash: Jailbreak
- Road Writer
- Roadsters
- Robbit mon Dieu
- Robin Hood: The Siege
- Robin Lloyd no Bōken
- Robocod: James Pond II
- Robo Pit
- Robo-Pit 2
- Robotron X
- Rock 'Em Sock 'Em Robots
- Rocket Power: Team Rocket Rescue
- Rockman Battle and Chase
- Roger Lemerre : La Sélection des champions 2001
- Roger Lemerre : La Sélection des champions 2002
- Rogue Trip: Vacation 2012
- Roi lion, Le : La Formidable Aventure de Simba
- Roland Garros 2001
- Rollcage
- Rollcage Stage II
- Romance of the Three Kingdoms
- Romance of the Three Kingdoms II
- Romance of the Three Kingdoms III
- Romance of the Three Kingdoms IV: Wall of Fire
- Romance of the Three Kingdoms V
- Romance of the Three Kingdoms VI: Awakening of the Dragon
- Romance of the Three Kingdoms VII
- Romance wa Ken no Kagayaki II
- Ronaldo V-Football
- Ronin Blade
- Rosco McQueen
- Roswell Conspiracies: Aliens, Myths, and Legends
- Route d'Eldorado, La : Pour l'or et la gloire
- Rox
- RPG Maker
- RPG Tsukuru 4
- Runabout 2
- Rune no Joka: Hikari to Yamo no Sei-ōjo
- Rung Rung: Oz no Mahō Tsukai - Another World
- Running High
- Running Wild
- Rurōni Kenshin: Meiji Kenkaku Romantan - Ishin Gekitōhen
- Rurōni Kenshin: Meiji Kenkaku Romantan - Jūyūshi Inbō Hen
- Rushdown

## S
- S.C.A.R.S.
- S.Q. Sound Qube
- Saban's Iznogoud
- Sabrina l'apprentie sorcière et l'Horloge cosmique
- SaGa Frontier
- SaGa Frontier 2
- Saibara Rieko no Mahjong Toriadama Kikō
- Saikyō Ginsei Chess
- Saishū Densha
- Saiyuki: Journey West
- Sakkyoku Surun Damon: Dance Remix Hen
- Sakumashiki Jinsei Game
- Salamander Deluxe Pack Plus
- Salary Man Kintaro: The Game
- Saltwater Sportfishing
- Salzburg no Majo: The Witch of Salzburg
- Sammy Sosa High Heat Baseball 2001
- Sammy Sosa Softball Slam
- Sampaguita
- Samurai Deeper Kyo
- Samurai Shodown II
- Samurai Shodown III: Blades of Blood
- Samurai Shodown IV: Amakusa's Revenge
- Samurai Shodown RPG
- Samurai Shodown: Warriors Rage
- Samurai Spirits: Kenkaku Yubinan Pack
- San Francisco Rush: Extreme Racing
- San Goku Shi: Eiketsuden
- San Goku Shi: Kōmeiden
- Sankyo Fever: Downtown Geki
- Sankyo Fever: Mihata Simulation
- Sankyo Fever Vol. 2: Mihata Simulation
- Sankyo Fever Vol. 3: Mihata Simulation
- Santa Claus Saves the Earth
- Sanvein
- Sarara's Little Shop
- SatelliTV
- Schtroumpfs, Les
- Schrodinger no Neko
- Science is Elementary 1
- Science is Elementary 2
- Science is Elementary 3
- Scooby-Doo et la Cybertraque
- Scooter Racing
- Scrabble
- SD Gundam: G Century
- SD Gundam: G Generation
- SD Gundam: G Generation Zero
- SD Gundam: G Generation-F
- SD Gundam: G Generation F.I.F.
- SD Gundam: Over Galaxian
- SD Gundam Eiyuden: Daikessen!! Shiki vs Musha
- Sea-Doo HydroCross
- The Secret of Googol 1A: Reshaping Googol - The Submarine
- The Secret of Googol 1B: Reshaping Googol - The Tower
- The Secret of Googol 2A: Reshaping Googol - Castle
- The Secret of Googol 2B: Reshaping Googol - Under the Ocean
- The Secret of Googol 3: The Googol Counting Fair - Midways
- The Secret of Googol 4: The Googol Counting Fair - Coral and Fun House
- The Secret of Googol 5: Googolfest
- The Secret of Googol 6: Googolfest
- The Secret of Googol 7: Eggs All Around
- The Secret of Googol 8: Googol Gulch
- Segare Ijiri
- Seikoku 1092: Sōheiden
- Seirei Hata RayBlade
- Seirei Shōkan: Princess of Darkness
- Sengoku Cyber: Fujimaru Jigokuhen
- Sengoku Mugen
- Senran
- Sentient
- Sentimental Journey
- Sentinel Returns
- Sentō Kokka Kai Improved
- Septentrion: Out of the Blue
- Serial Experiments Lain
- Sesame Street Sports
- Sexy Parodius
- Shachō Eiyūden: The Eagle Shooting Heroes
- Shadow and Shadow
- Shadow Gunner: The Robot Wars
- Shadow Madness
- Shadow Man
- Shadow Master
- Shadow Tower
- Shaman King: Spirit of Shamans
- Shanghai: Dynasty
- Shanghai: Four Elements
- Shanghai: Great Moments
- Shanghai: Shōryū Sairin
- Shanghai: Triple-Threat
- Shanghai: True Valor
- Shaolin
- Sheep
- Shellshock
- Shérif, fais-moi peur
- Shérif, fais-moi peur 2
- Shiibas 1-2-3 Destiny!
- Shichida Shiki Unō de Asoventure: Katachi 123 0~2-Sai Muke
- Shichida Shiki Unō de Asoventure: Katachi 123 2~4-Sai Muke
- Shichida Shiki Unō de Asoventure: Katachi 123 4~6-Sai Muke
- Shiki Oriori no Bass Tsuri
- Shin DX Okuman Chōja Game
- Shin Megami Tensei
- Shin Megami Tensei II
- Shin Megami Tensei if...
- Shin Megami Tensei: Devil Summoner - Soul Hackers
- Shin Nippon Pro Wrestling: Tōkon Retsuden
- Shin Nippon Pro Wrestling: Tōkon Retsuden 2
- Shin Nippon Pro Wrestling: Tōkon Retsuden 3
- Shin SD Sengokuden: Kidō Musha Taisen
- Shin Sedai Robot Senki: Brave Saga
- Shin Senki VanGale
- Shin Super Robot Taisen
- Shingata Kururin Pa!
- Shinri Game, The
- Shinri Game 2, The
- Shinri Game 3, The
- Shinri Game 4, The
- Shinri Game 5, The
- Shinri Game 6, The
- Shinri Game 7, The
- Shinri Game 8, The
- Shinseiki Evangelion: Eva to Yukai na Nakama Tachi
- Shinseiki Evangelion: Kōtetsu no Girlfriend
- Shinseiki GPX Cyber Formula: A New Challenger
- Shinshuku Taisen: It's a Noni!
- Shinsō Kaiten: Wanwan Umi Monogatari - Sanyo Pachinko Paradise DX
- Shiritsu Hō Gakuen: 1-toshi Junai Kumi
- Shiritsu Hō Gakuen: 2-toshi Junai Kumi
- Shiritsu Hō Gakuen: 3-toshi Junai Kumi
- Shiritsu Hō Gakuen: Natural Heart
- Shiritsu Hō Gakuen: Pure Heart
- Shiritsu Hō Gakuen: Sweet Heart
- Shiritsu Justice Gakuen Nekketsu Seisyun Nikki 2
- Shockwave
  - Shockwave: Operation JumpGate
- Shockwave Assault
- Shoot
- Shura no Mon
- Shrek: Treasure Hunt
- Side by Side Special
- Sidewinder 2
- Silent Bomber
- Silent Hill - P
- Silent Iron
- Silent Mobius: Genei no Datenshi
- Silhouette Mirage
- Silver Case, The
- SilverLoad
- SimCity 2000
- Simple 1500 Hello Kitty Series Vol. 1: Hello Kitty Bowling
- Simple 1500 Hello Kitty Series Vol. 2: Hello Kitty Illust Puzzle
- Simple 1500 Hello Kitty Series Vol. 3: Hello Kitty Block Kuzushi
- Simple 1500 Hello Kitty Series Vol. 4: Hello Kitty Trump
- Simple 1500 Jitsuyō Series Vol. 01: Norikae Annai ~2000 Edition~
- Simple 1500 Jitsuyō Series Vol. 02: Katei no Fūsui
- Simple 1500 Jitsuyō Series Vol. 03: Seimei Handan
- Simple 1500 Jitsuyō Series Vol. 04: Ryōri
- Simple 1500 Jitsuyō Series Vol. 05: Kusuri no Jiten - Pill Book 2001 Edition
- Simple 1500 Jitsuyō Series Vol. 06: Cocktail no Recipe
- Simple 1500 Jitsuyō Series Vol. 07: Rakushiku Manabu Unten Menkyo
- Simple 1500 Jitsuyō Series Vol. 08: 1-Jikan de Wakaru Kabushiki Tōshi
- Simple 1500 Jitsuyō Series Vol. 09: Watashi Style no Aroma Therapy
- Simple 1500 Jitsuyō Series Vol. 10: Tarot Uranai
- Simple 1500 Jitsuyō Series Vol. 11: Katei de Dekiru Tsubo Shiatsu
- Simple 1500 Jitsuyō Series Vol. 12: Katei no Igaku
- Simple 1500 Jitsuyō Series Vol. 13: Shinri Game - Soreike x Kokoroji
- Simple 1500 Jitsuyō Series Vol. 14: Kurashi no Manner
- Simple 1500 Jitsuyō Series Vol. 15: Inu no Kaikata
- Simple 1500 Jitsuyō Series Vol. 16: Neko no Kaikata
- Simple 1500 Jitsuyō Series Vol. 17: Planetarium
- Simple 1500 Jitsuyō Series Vol. 18: Kanji Quiz: Kanji Kentei ni Challenge
- Simple 1500 Series Vol. 1: The Mahjong
- Simple 1500 Series Vol. 2: The Shōgi
- Simple 1500 Series Vol. 3: The Gomoku Narabe
- Simple 1500 Series Vol. 4: The Reversi
- Simple 1500 Series Vol. 5: The Igo
- Simple 1500 Series Vol. 6: The Hanafuda
- Simple 1500 Series Vol. 7: The Card
- Simple 1500 Series Vol. 8: The Solitaire
- Simple 1500 Series Vol. 9: The Chess
- Simple 1500 Series Vol. 10: The Billiard / Billiards
- Simple 1500 Series Vol. 11: The Pinball
- Simple 1500 Series Vol. 12: The Quiz
- Simple 1500 Series Vol. 13: The Race / Racing
- Simple 1500 Series Vol. 14: The Block Kuzushi / The Block Destruction
- Simple 1500 Series Vol. 15: The Pachinko
- Simple 1500 Series Vol. 16: The Pachislot
- Simple 1500 Series Vol. 17: The Bike Race
- Simple 1500 Series Vol. 18: The Bowling / Bowling
- Simple 1500 Series Vol. 19: The Sugoroku
- Simple 1500 Series Vol. 20: The Puzzle / Pastel Muse
- Simple 1500 Series Vol. 21: The Yakyū - Pro Yakyū Jitsumeiban / The Baseball: Pro Baseball Real Name Edition
- Simple 1500 Series Vol. 22: The Pro Wrest / The Pro Wrestling
- Simple 1500 Series Vol. 23: The Gateball
- Simple 1500 Series Vol. 24: The Gun Shooting
- Simple 1500 Series Vol. 25: The Keiba / The Horse Racing
- Simple 1500 Series Vol. 26: The Tennis / All-Star Tennis
- Simple 1500 Series Vol. 27: The Snowboard / Snowboard Racer
- Simple 1500 Series Vol. 28: The Dungeon RPG
- Simple 1500 Series Vol. 29: The Tsuri / The Fishing
- Simple 1500 Series Vol. 30: The Basket - 1 on 1 Plus / One on One
- Simple 1500 Series Vol. 31: The Sound Novel
- Simple 1500 Series Vol. 32: The Boxing / All-Star Boxing
- Simple 1500 Series Vol. 33: The Takkyū / The Table Tennis
- Simple 1500 Series Vol. 34: The Quiz Bangumi / The Quiz Show
- Simple 1500 Series Vol. 35: The Shooting / Shooter: Space Shot
- Simple 1500 Series Vol. 36: The Renai Simulation - Natsu Iro Celebration / The Love Simulation: Summer Color Celebration
- Simple 1500 Series Vol. 37: The Illust Puzzle and Slide Puzzle
- Simple 1500 Series Vol. 38: The Real Racing - Toyota
- Simple 1500 Series Vol. 39: The Mahjong 2
- Simple 1500 Series Vol. 40: The Shōgi 2
- Simple 1500 Series Vol. 41: The Reversi 2
- Simple 1500 Series Vol. 42: The Igo 2
- Simple 1500 Series Vol. 43: The Hanafuda 2
- Simple 1500 Series Vol. 44: The Block Kuzushi 2 / Block Buster
- Simple 1500 Series Vol. 45: The Card 2 / Card Games
- Simple 1500 Series Vol. 46: The Mahjong Ochige: Rakujong / The Mahjong Falling Game: Falljong
- Simple 1500 Series Vol. 47: The Skateboard / Street Skater
- Simple 1500 Series Vol. 48: The Puzzle 2 / Destructo 2
- Simple 1500 Series Vol. 49: The Casino
- Simple 1500 Series Vol. 50: The Billiard 2
- Simple 1500 Series Vol. 51: The Jigsaw Puzzle
- Simple 1500 Series Vol. 52: The Pro Wrest 2 / The Pro Wrestling 2
- Simple 1500 Series Vol. 53: The Helicopter / RC Helicopter
- Simple 1500 Series Vol. 54: The Volleyball ~Break Volley Plus~
- Simple 1500 Series Vol. 55: The Darts
- Simple 1500 Series Vol. 56: The Sniper
- Simple 1500 Series Vol. 57: The Meiro / The Maze
- Simple 1500 Series Vol. 58: The Sumō
- Simple 1500 Series Vol. 59: The Suiri ~IT Tantei: 18 no Jikenbo~ / The Interference ~IT Detective: Case File 18~
- Simple 1500 Series Vol. 60: The Table Hockey
- Simple 1500 Series Vol. 61: The Quiz 2
- Simple 1500 Series Vol. 62: The Ski
- Simple 1500 Series Vol. 63: The Gun Shooting 2
- Simple 1500 Series Vol. 64: The Kickboxing / Kickboxing Knockout
- Simple 1500 Series Vol. 65: The Golf
- Simple 1500 Series Vol. 66: The Kaiten: Mawasunda!! / The Rotation: Revolve!
- Simple 1500 Series Vol. 67: The Soccer ~Dynamite Soccer 1500~
- Simple 1500 Series Vol. 68: The RC Car: RC de Go! / RC de Go
- Simple 1500 Series Vol. 69: The Putter Golf / Putter Golf
- Simple 1500 Series Vol. 70: The War Simulation ~Jin no Sōrishimono Tachi~
- Simple 1500 Series Vol. 71: The Renai Simulation 2 ~Fureai~ / The Love Simulation 2 ~Contact~
- Simple 1500 Series Vol. 72: The Beach Volley
- Simple 1500 Series Vol. 73: The Invaders - Space Invaders 1500
- Simple 1500 Series Vol. 74: The Horror Mystery ~Sangekikan Cabin Hakushaku no Fukkastsu~ / The Horror Mystery ~Tragedy Hall Cabin Count's Revival~
- Simple 1500 Series Vol. 75: The Double Shooting ~Ray Storm x Ray Crisis~
- Simple 1500 Series Vol. 76: The Dodge Ball / Super Slammin' Dodgeball
- Simple 1500 Series Vol. 77: The Suiei / The Swimming
- Simple 1500 Series Vol. 78: The Zero Yon / The Zero-Four
- Simple 1500 Series Vol. 79: The Shisenshō / The Sichuan
- Simple 1500 Series Vol. 80: The Jintori ~Volfied 1500~THE 陣取り 〜ヴォルフィード1500〜 / Qix Neo
- Simple 1500 Series Vol. 81: The Renai Adventure ~Okaeri!~ / The Love Adventure ~Welcome Home!~
- Simple 1500 Series Vol. 82: The Sensuikan / The Submarine
- Simple 1500 Series Vol. 83: The Wakeboard ~Burstrick Wake Boarding!!~ / Burstrick: Wake Boarding!!
- Simple 1500 Series Vol. 84: The Intro Quiz
- Simple 1500 Series Vol. 85: The Sengoku Bushō ~Tenkatōitsu no Yabō~ / The Sengoku Commander ~Ambitions of National Unification~
- Simple 1500 Series Vol. 86: The Onigokko / The Tag
- Simple 1500 Series Vol. 87: The Kyōtei / The Boat Race
- Simple 1500 Series Vol. 88: The Gal Mahjong: Love Songs ~Idol wa High Rate~ / The Gal Mahjong: Love Songs ~Idol is High-Rate~
- Simple 1500 Series Vol. 90: The Sensha / Mobile Armor
- Simple 1500 Series Vol. 91: The Gambler
- Simple 1500 Series Vol. 92: The Tozan RPG ~Ginrei no Hasha~ / The Mountain Climbing RPG ~Conqueror of the Silvery Peak~
- Simple 1500 Series Vol. 93: The Puzzle Bobble ~Puzzle Bobble 4~ / Puzzle Bobble 4
- Simple 1500 Series Vol. 94: The Cameraman ~Gekisha Boy Omakefu~ / The Cameraman ~Gekisha Boy with Extras~
- Simple 1500 Series Vol. 95: The Hikōki / Aces of the Air
- Simple 1500 Series Vol. 96: The Yakyū 2 ~2002 Pro Yakyū~ / The Baseball 2 ~2002 Pro Baseball~
- Simple 1500 Series Vol. 97: The Squash / Street Racquetball
- Simple 1500 Series Vol. 98: The Futsal
- Simple 1500 Series Vol. 99: The Kendō ~Ken no Hanamichi~ / The Kendo ~Walkway of the Sword~
- Simple 1500 Series Vol. 100: The Uchū Hikōshi / The Astronaut
- Simple 1500 Series Vol. 101: The Sentō / The Public Bath
- Simple 1500 Series Vol. 102: The Densha Untenshi - Densha de Go! Nagoya Tetsudō Hen / The Train Driver: Densha de Go! Nagoya Railway Edition
- Simple Character 2000 Series Vol. 01: Kidō Senshi Gundam - The Gunjin Shōgi / Mobile Suit Gundam: The Soldier Shogi
- Simple Character 2000 Series Vol. 02: Afro Inu - The Puzzle / Afro Dog: The Puzzle
- Simple Character 2000 Series Vol. 03: Kamen Rider - The Bike Race
- Simple Character 2000 Series Vol. 04: Jarinko Chie - The Hanafuda
- Simple Character 2000 Series Vol. 05: High School! Kimengumi - The Table Hockey
- Simple Character 2000 Series Vol. 06: Dokonjō Gaeru - The Mahjong
- Simple Character 2000 Series Vol. 07: Ikkyū-san - The Quiz
- Simple Character 2000 Series Vol. 08: Kagaru Ninja Tai Gatchaman - The Shooting
- Simple Character 2000 Series Vol. 09: Tsurikichi Sanpei - The Tsuri
- Simple Character 2000 Series Vol. 10: Sakigake!! Otokojuku - The Dochibōru / Sakigake!! Otokojuku: The Dodgeball
- Simple Character 2000 Series Vol. 11: Meitantei Conan - The Board Game / Detective Conan: The Board Game
- Simple Character 2000 Series Vol. 12: Kidō Butōden G Gundam - The Battle / Mobile Fighter G Gundam: The Battle
- Simple Character 2000 Series Vol. 13: Shin Kidō Senki Gundam W - The Battle / Mobile Suit Gundam Wing: The Battle
- Simple Character 2000 Series Vol. 14: Nantettantei Idol - The Jigsaw Puzzle
- Simple Character 2000 Series Vol. 15: Cyborg 009 - The Block Kuzushi / Cyborg 009: The Block Destruction
- Simple Character 2000 Series Vol. 16: Ganba no Bōken - The Puzzle Action
- Simple Character 2000 Series Vol. 17: Sentō Mecha Xabungle - The Race in Action
- Simpsons Wrestling, The
- Simulation RPG Tsukuru
- Sister Princess
- Sister Princess: Pure Stories
- Sister Princess 2
  - Sister Princess 2 Premium Fan Disc
- Skeleton Warriors
- Ski Air Mix
- Skullmonkeys
- Slam 'n Jam '96 featuring Magic and Kareem
- Slamscape
- Slap Happy Rhythm Busters
- Slayers Royal
- Slayers Royal 2
- Slayers Wonderful
- Sled Storm
- Slime Shiyō!
- Slots
- Slotter Mania: Gekinetsu Okisuro! Siosai Special
- Slotter Mania Core: Tokonatsu no Atsusa! Oasis
- Slotter Mania Gaiden: Chōatsu Densetsu! Golden Rookie and Fire V and Ryūō
- Slotter Mania 2
- Slotter Mania 3
- Slotter Mania 4: Gekiatsu Yōkō! Siolar and King Castle and Kabuto
- Slotter Mania 5
- Slotter Mania 6: Bakuretsu Sairai! Wadatsumi (2 Types) and Blue Lagoon
- Slotter Mania 7: Gekiatsu! Siosai-musume Seizoroi DX + Apache A
- Slotter Mania 8
- Slotter Mania 9
- Small Soldiers
- Smash Court 3
- Smurfs
- Snatcher
- Sno-Cross Championship Racing
- Snowboarding
- Snow Racer '98
- Soccer Kid
- Soeldnerschild Special
- Sōkaigi
- Sōkoban Nanmon Shinan
- Sōkō Kihei Votoms: Kōtetsu no Gunzei
- Sōkō Kihei Votoms: Lightning Slash
- Sōkō Kihei Votoms: Uoodo-Kummen Hen
- Sōkō Kihei Votoms Gaiden: Blue Knight Berserga Story
- Sōkyūgurentai
- Sōkū no Tsubasa: Gotha World
- Sōkyū Gurentai: Ōbushutsugeki
- Sol Divide
- Sold Out
- Solid Link (Dungeon Side et Tower Side)
- Sonata
- Sonic Wings Special
- Soreike! Anpanman
- Soreike! Anpanman 2: Anpanman to Daibōken!
- Soreike! Anpanman 3
- Soreike x Kokoroji
- Sotsugyō Crossworld
- Sotsugyō II: Neo Generation
- Sotsugyō III: Wedding Bell
- Sotsugyō M: Seito Kaichō no Karei naru Inbō
- Sotsugyō Vacation
- Soul Blade - P
- Soul of the Samurai
- Sound Novel Evolution 1: Otogirisō Sosei-Hen
- Sound Novel Evolution 2: Kamaitachi no Yoru - Tokubetsu-Hen
- Sound Novel Evolution 3: Machi - Unmei no Kōsaten
- Sound Novel Tsukuru 2
- South Park
- South Park: Chef's Luv Shack
- South Park Rally
- Soviet Strike - P
- Space Adventure Cobra: Galaxy Nights
- Space Adventure Cobra: The Psycogun Vol. 1
- Space Adventure Cobra: The Psycogun Vol. 2
- Space Adventure Cobra: The Shooting
- Space Battleship Yamato: Ai no Senshi Tachi
- Space Battleship Yamato: Eiyū no Kiseki
- Space Battleship Yamato: Harukanaru Hoshi Iscandar
- Space Griffon VF-9
- Space Hulk: Vengeance of the Blood Angels
- Space Debris
- Space Invaders (1978)
- Space Invaders (1999)
- Space Invaders 2000
- Space Jam
- Space Rider
- Space Station Silicon Valley
- Spawn: The Eternal
- Spec Ops: Airborne Commando
- Spec Ops: Covert Assault
- Spec Ops: Ranger Elite
- Spec Ops: Stealth Patrol
- Spectral Blade
- Spectral Force
- Spectral Force 2
- Spectral Force: Lovely Wickedness
- Spectral Tower
- Spectral Tower II
- Speed Freaks
- Speed Machines
- Speed Racer
- Speedball 2100
- Speedster
- Spice World
- Spider: The Video Game
- Spider-Man - P
- Spider-Man 2 : La Revanche d'Electro - P
- Spin Jam
- Sports Car GT
- Sports Superbike
- Sports Superbike 2
- Spot Goes to Hollywood
- Spriggan: Lunar Verse
- Spyro the Dragon - P
- Spyro 2: Gateway to Glimmer - P
- Spyro: Year of the Dragon - P
- Stahlfeder: Tekkō Hikūdan
- Stakes Winner
- Stakes Winner 2
- Star Bowling DX, The
- Star Gladiator: I - Final Crusade
- Star Ixiom
- Star Ocean: The Second Story
- Star Sweep
- Star Trek: Invasion
- Star Wars, épisode I : La Menace fantôme
- Star Wars Episode I: Jedi Power Battles
- Star Wars: Dark Forces
- Star Wars: Demolition
- Star Wars: Masters of Teräs Käsi
- Star Wars: Rebel Assault II - The Hidden Empire - P
- Starblade α
- StarFighter 3000
- Starwinder: The Ultimate Space Race
- Steel Harbinger
- Steel Reign
- Stock Car Racer
- Stone Walkers
- Story Lane Theater 1
- Story Lane Theater 2
- Story Lane Theater 3
- Story Lane Theater 4
- Story Lane Theater 5
- Str.at.e.s. 1: Match a Batch
- Str.at.e.s. 2: Matchamania!
- Str.at.e.s. 3: Title This! Title That!
- Str.at.e.s. 4: Titlerama!
- Str.at.e.s. 5: Parallel Lives!
- Str.at.e.s. 6: Analogy-ology!
- Str.at.e.s. 7: Riddle Roundup!
- Str.at.e.s. 8: Riddle Wrangler!
- Straight Victory: Hoshino Kazuyoshi e no Chōsen
- Streak: Hoverboard Racing
- Street Fighter Alpha
- Street Fighter Alpha 2
- Street Fighter Alpha 2'
- Street Fighter Alpha 3
- Street Fighter II: Movie
- Street Fighter Collection
- Street Fighter Collection 2
- Street Fighter EX Plus α - P
- Street Fighter EX 2 Plus
- Street Fighter: The Movie
- Street Racer
- Street Scooters
- Street Skater 2
- Strider
- Strider 2
- Strike Force Hydra
- Strike Point
- Striker '96
- Striker Pro 2000
- Strikers 1945
- Strikers 1945 II
- Stuart Little 2 - P
- Studio P
- Sub
- Subete ga F Ninaru: The Perfect Insider
- Submarine Hunter Sya-Chi
- Suchie-Pai Adventure: Doki Doki Nightmare
- Suikoden: Tendo 108 Sei
- Suikoden
- Suikoden II
- Summon Night
- Summon Night 2
- Suna no Embrace: Eden no Sato no Never
- Super Adventure Rockman
- Super Bubble Pop
- Super Gals! Kotobuki Ran Special: Ikemen Getchu Girls Party
- Super Gem Fighter: Mini Mix
- Super Hero Sakusen
- Super Hero Sakusen: Daidaru no Yabō
- Super Live Stadium
- Super Match Soccer
- Super Pang Collection
- Super Price Series: Billiards
- Super Price Series: Block and Switch
- Super Price Series: Mahjong
- Super Puzzle Fighter II Turbo
- Super Robot Taisen Alpha
- Super Robot Taisen Alpha Gaiden
- Super Robot Taisen F
- Super Robot Taisen F Kanketsuhen
- Super Shot Soccer
- Super Street Fighter II: The New Challengers
- Super Tokusatsu Taisen 2001
- Superbike 2000
- Superbike Masters
- Supercross 2000
- SuperCross Circuit
- Supersonic Racers
- Superstar Dance Club: #1 Hits!!!
- Surf Riders
- Susume! Kaizoku
- Suzu Monogatari
- Suzumepai Yūgi '99: Tanuki no Kawasanyō
- Sven-Goran Eriksson's World Challenge
- Sven-Goran Eriksson's World Manager
- Swagman
- Swing
- Sydney 2000
- Syndicate Wars
- Syphon Filter
- Syphon Filter 2 - P
- Syphon Filter 3 - P

## T
- T: Kara Hajimaru Monogatari
- T'ai Fu: Wrath of the Tiger
- Tactics Ogre: Let Us Cling Together
- Tadaima Wakusei Kaitakuchū!
- Taikō Risshiden II
- Taikō Risshiden III
- Taikyoku Igo: Hei-Sek-Ki-In
- Tail Concerto
- Tail of the Sun
- Tales of Destiny
- Tales of Eternia
- Tales of Fandom Vol.1
- Tales of Phantasia
- Tall Infinity: The Tower of Wisdom
- TAMA
- Tantei Jingūji Saburō: Early Collection
- Tantei Jingūji Saburō: Mikan no Rupo
- Tantei Jingūji Saburō: Tōka ga Kienu Aidani
- Tantei Jingūji Saburō: Yume no Owarini
- Tarzan - P
- Tasogare no Ode: Ode to the Sunset Era
- Tatsunoko Fight
- Taxi 2
- Team Buddies
- Team LOSI RC Racing
- Tear Ring Saga
- Technomage : En quête de l'éternité
- Tecmo's Deception
- Tecmo Stackers
- Tecmo Super Bowl
- Tecmo World Golf
- Tekken - P
- Tekken 2 - P
- Tekken 3 - P
- Tempest X3
- Ten Pin Alley
- Tenchi Muyo! Tōkō Muyō
- Tenchu: Stealth Assassins - P
- Tenchu 2: Birth of the Stealth Assassins - P
- Tenga-Seiha
- Tenkū no Restaurant
- Tenkū no Restaurant: Hello Project Version
- Tennis Arena
- Tennis no Ōjisama: Sweat and Tears
- Terracon
- Test Drive 4
- Test Drive 4X4
- Test Drive 5
- Test Drive 6
- Test Drive Off-Road
- Tetris Plus
- Tetris with Card Captor Sakura: Eternal Heart
- Tetsu Ikuzawa Kanshū Meisha Retsuden: Greatest 70's
- Tetsudō Ō '96: Ikuze Okuban Chōja
- Tetsuman Special: Honkaku Mahjong
- Tetsuya Komuro: Gaball Screen
- That'sQT
- Theme Aquarium
- Theme Hospital
- Theme Park
- Theme Park World
- Thoroughbred Breeder II Plus
- Thoroughbred Breeder: Sekai Seiha-hen
- Thousand Arms
- Thrasher: Skate and Destroy
- Threads of Fate
- The Three Decoders 1: Riddle of the Ring
- The Three Decoders 2: Key to the Carousel
- The Three Stooges
- Three Wonders
- Thunder Force 5
- Thunder Storm LX-3 and Road Blaster
- Thunderstrike 2 - P
- Tibère et la Maison bleue
- Tiger Woods 99 PGA Tour Golf
- Tiger Woods PGA Tour 2000
- Tiger Woods PGA Tour 2001
- TigerShark
- Tilt!
- Time Bokan Series: Bokan Desuyo
- Time Bokan Series: Bokan GoGoGo
- Time Bokan Series: Bokan to Ippatsu! Doronbo
- Time Commando
- Time Crisis - P
- Time Crisis: Project Titan - P
- Time Gal & Ninja Hayate
- Timeless Jade Trade
- Timeless Math 1: Maya, Search and Rescue
- Timeless Math 2: Maya, Observatory
- Timeless Math 3: Maya, King Jaguar's Village
- Timeless Math 4: Lunar Base
- Timeless Math 5: Space Flight Rescue
- Timeless Math 6: Brainswarm
- Timeless Math 7: Rover Recovery
- Tintin : Objectif Aventure
- Tiny Tank
- Tiny Toon Adventures: The Great Beanstalk
- Tiny Toon Adventures: Toonenstein - Dare to Scare
- Tiny Toon Adventures: Plucky's Big Adventure
- TIZ: Tokyo Insect Zoo
- TNN Motorsports Hardcore 4x4
- TNN Motorsports Hardcore TR
- To Heart
- Toaplan Shooting Battle 1
- Tobal n°1
- Tobal 2
- TOCA Touring Car Championship - P
- TOCA 2 Touring Cars - P
- TOCA World Touring Cars - P
- Tōhō Chinyūki: Hafling Hearts!!
- Tojo Shin Mew Mew! : Minna Issho in Gohoshi Suru Nyan
- Tōki Denshō: Angel Eyes
- Tokimeki Memorial: Forever with You
- Tokimeki Memorial: Taisen Puzzle-Dama
- Tokimeki Memorial: Taisen Tokkaedama
- Tokimeki Memorial Drama Series Vol. 1: Nijiiro no Seishun
- Tokimeki Memorial Drama Series Vol. 2: Irodori no Love Song
- Tokimeki Memorial Drama Series Vol. 3: Tabidachi no Uta
- Tokimeki Memorial Private Collection
- Tokimeki Memorial Selection: Fujisaki Shiori
- Tokimeki Memorial 2
- Tokimeki no Hōkago ~Ne Quiz Shiyo~
- Tokimeki Memorial 2: Taisen Puzzle-Dama
- Tokimeki Memorial 2 Substories: Dancing Summer Vacation
- Tokimeki Memorial 2 Substories: Leaping School Festival
- Tokimeki Memorial 2 Substories: Memories Ringing On
- Tokyo Highway Battle
- Tokyo Majin Gakuen Gehōjō
- Tokyo Majin Gakuen Ken Kaze Tobari
- Tokyo Majin Gakuen Oboro-Kitan
- Tokyo Majin Gakuen: Kenpū Chou Emaki
- Tokyo Shadow
- Tom Clancy's Rainbow Six
- Tom Clancy's Rainbow Six: Lone Wolf
- Tom Clancy's Rainbow Six: Rogue Spear - P
- Tom and Jerry in House Trap
- Tomb Raider - P
- Tomb Raider II - P
- Tomb Raider 3 - P
- Tomb Raider : La Révélation finale
- Tomb Raider : Sur les traces de Lara Croft - P
- Tombi!
- Tombi! 2
- Tomoa Yamamoto: Noise Reduction
- Tomoyasu Hotei: Stolen Song
- Tonde! Tonde! Diet
- Tonka Space Station
- Tony Hawk's Skateboarding - P
- Tony Hawk's Pro Skater 2 - P
- Tony Hawk's Pro Skater 3 - P
- Tony Hawk's Pro Skater 4 - P
- Top Gun: Fire at Will!
- ToPoLo
- Tora ! Tora ! Tora !
- Torc: Legend of the Ogre Crown
- Torneko: The Last Hope
- Toshinden Card Quest
- Toshinden Subaru
- Total Eclipse
- Total NBA '96
- Total NBA '97
- Total NBA '98
- Toy Story 2 : Buzz l'Éclair à la rescousse ! - P
- Toy Story Racer
- Toys
- Toys Dream
- Transformers: Beast Wars Transmetals
- Transport Tycoon
- Transport Tycoon 3D
- Trap Runner
- Treasure Gear
- Treasures of the Deep
- Trick'n Snowboarder
- Trickshot
- Triple Play 97
- Triple Play 98
- Triple Play 99
- Triple Play 2000
- Triple Play 2001
- Triple Play Baseball
- Truck Rally
- True Love Story
- True Love Story ~Remember my Heart~
- True Love Story 2
- True Love Story Fan Disk
- True Pinball - P
- Tsuridō: Keiryū Mizūmi-hen
- Tsuridō: Umitsuri-hen
- Tunguska: Legend of Faith
- Tunnel B1
- Turbo Schtroumpf
- Turf Wind '96: Take Yutaka Kyōsouba Ikusei Game
- Turnabout
- TV Animation X: Unmei no Tatakai
- Twilight Syndrome: Tansakuhen
- Twilight Syndrome: Kyūmeihen
- Twilight Syndrome Saikai
- Twilight Syndrome Special
- Twin Goddesses
- Twinbee RPG
- Twinbee Taisen Puzzle-Dama
- Twisted Metal
- Twisted Metal 2
- Twisted Metal III
- Twisted Metal 4
- Twisted Metal: Small Brawl
- Two-Tenkaku
- Tyco R/C: Assault with a Battery

## U
- Ubik
- Uchū Seibutsu Furopon-kun P!
- UEFA Challenge
- UEFA Champions League Season 1998/99
- UEFA Champions League Season 1999/2000
- UEFA Champions League Season 2001/2002
- UEFA Euro 2000
- UEFA Striker
- UFO: A Day in the Life
- Ugetsu Kitan
- Ultima Underworld
- Ultimate 8 Ball
- Ultimate Brain Games
- Ultimate Fighting Championship
- Ultraman Cosmos
- Ultraman Fighting Evolution
- Ultraman Tiga and Ultraman Dyna: New Generations
- Ultraman Zearth
- Um Jammer Lammy
- Umi no Nushi Tsuri: Takarajima ni Mukatte
- Umihara Kawase Shun
- Uncharted Waters II: New Horizons
- Unholy War, The
- Unknown Variable 1: Masque Manor
- Unknown Variable 2: Raven's Ridge
- Uprising X
- Uranai 4, The: Harapeko Kuma no Kaiun Kabbalah Uranai
- Urban Chaos
- USA Racer
- Utauta Woo: Seirei-Songs

## V
- V2000
- V-Rally - P
- V-Rally 2 - P
- V-Tennis
- V-Tennis 2
- V.I.P.
- Vadims
- Vagrant Story
- Valkyrie Profile
- Vampire: Kyūketsuki Densetsu
- Vampire Hunter D
- Vanark
- Vandal Hearts
- Vandal Hearts II
- Vanguard Bandits
- Vanishing Point
- Vegas Casino
- Vegas Games 2000
- Velldeselba Senki: Tsubasa no Kunshō
- Versailles 1685 : Complot à la cour du Roi Soleil
- Vib-Ribbon
- Victory Boxing Champion Edition
- Viewpoint
- Vigilante 8
- Vigilante 8: Second Offense
- Virtual Kasparov
- Virtual Kyōtei '98
- Virtual Kyōtei '99
- Virtual Pool
- Virtual Pool 3
- Virtual Sex
- Virtual Sex 2 with Jenna Jameson
- Virtual Tennis
- Virtuoso
- Virus
- Vision d'Escaflowne
- Visiteurs, Les : La Relique de Sainte Rolande
- VMX Racing
- Voltage Fighter: Gowcaizer
- VR Baseball '97
- VR Baseball '99
- VR Soccer '96
- VR Sports: PowerBoat Racing
- Vs.

## W
- Waaneba Island: World Neverland Series
- Wagamama * Fairy: Mirumo de Pon! Mirumo no Mahō Gakkō Monogatari
- Wai Wai 3-nin Uchi Mahjong
- Wai Wai Bowling
- Wai Wai Jansō
- Wai Wai Kusa Yakyū
- Wai Wai Trump Taisen
- Waku Waku Bowling
- Waku Waku Derby
- Waku Waku Puyo Puyo Dungeon
- Waku Waku Volley
- Walt Disney World Quest: Magical Racing Tour
- Wan-der Vehicles: Doggy Bone Daisakusen
- Wanted
- War Gods
- Warcraft II: The Dark Saga
- Wargames: Defcon 1
- Warhammer: Dark Omen
- Warhammer : Dans l'ombre du rat cornu
- Warhawk
- WarJetz
- Warm Up! GP 2001
- Warpath: Jurassic Park
- Warriors of Fate
- Warriors of Might and Magic
- Warzone 2100
- Wayne Gretzky's 3D Hockey '98
- WCW Backstage Assault
- WCW Mayhem
- WCW Nitro
- WCW vs. The World
- WCW/nWo Thunder
- Wedding Peach: Doki Doki Oironaoshi
- Welcome House
- Welcome House 2: Keaton and His Uncle
- Wheel of Fortune
- Wheel of Fortune 2
- White Diamond
- Whizz
- Wild 9
- Wild Arms
- Wild Arms 2
- Wild Boater
- Wild Thornberrys, The: Animal Adventure
- Williams Arcade's Greatest Hits
- Wing Commander III : Cœur de tigre
- Wing Commander IV : Le Prix de la liberté
- Wing Over
- Wing Over 2
- Winky the Little Bear
- Winnie l'ourson : C'est la récré !
- Winnie l'ourson : La Chasse au miel de Tigrou - P
- Winnie the Pooh: Kindergarten
- Winnie the Pooh: Preschool
- Winning Lure
- Winning Post 2
- Winning Post 2: Final '97
- Winning Post 2: Program '96
- Winning Post 3
- Winning Post 3: Program '98
- Winning Post 4
- Winning Post 4: Program 2000
- Winning Post EX
- Wipeout - P
- Wipeout 2097 - P
- Wipeout 3 - P
- Wizard's Harmony
- Wizard's Harmony 2
- Wizard s Harmony R
- Wizardry VII: Crusaders of the Dark Savant
- Wizardry Empire
- Wizardry Empire 2: Legacy of the Princess
- Wizardry: Llylgamyn Saga
- Wizardry: New Age of Llylgamyn
- Wolf Fang: Kuhga 2001
- Wolkenkratzer: Shinpan no Tō
- Woody Woodpecker Racing
- World Championship Snooker
- World Cup Golf: Professional Edition
- World Destruction League: Thunder Tanks
- World League Basketball
- World League Soccer '98
- World League Soccer: Challenge Nippon!
- World Neverland: Olerun Ōkoku Monogatari
- World Neverland 2: The Waktic Republic of Pluto
- World Stadium 2
- World Stadium 3
- World Stadium 4
- World Stadium 5
- World Stadium EX
- World Tennis Stars
- World Tour Conductor
- World's Scariest Police Chases
- Worms - P
- Worms Armageddon
- Worms Pinball
- Worms World Party
- WRC: FIA World Rally Championship Arcade - P
- Wreckin Crew
- Write Away 1
- Write Away 2
- Write Away 3
- Write Away 4
- Write Away 5
- Write Away 6
- Write Away 7
- Write Away 8
- Write Away 9
- Write Away 10
- Wu-Tang: Shaolin Style
- WWF Attitude
- WWF in Your House
- WWF SmackDown! - P
- WWF SmackDown! 2: Know Your Role - P
- WWF War Zone - P
- WWF WrestleMania: The Arcade Game

## X
- X-Bladez: Inline Skater
- X-COM: Enemy Unknown
- X-COM: Terror from the Deep
- X-Files, le jeu (The)
- X-Games: Pro Boarder
- X-Men: Children of the Atom
- X-Men: Mutant Academy
- X-Men: Mutant Academy 2
- X-Men vs. Street Fighter
- X2: No Relief
- Xena: Warrior Princess
- Xenocracy
- Xenogears
- Xevious 3D/G+
- XI Sai
- XI Sai Jumbo
- XS Airboat Racing
- XS Junior League Dodgeball
- XS Junior League Football
- XS Junior League Soccer
- XS Moto

## Y
- Yakata: Nightmare Project
- Yakiniku Bugyō
- Yaku: Yūjō Dangi
- Yaku Tō: Noroi no Game
- Yamasa Digi Guide: Faust
- Yamasa Digi Guide: Hyper Rush
- Yamasa Digi Guide: M-771
- Yamasa Digi Guide: New Pulsar R
- Yamasa Digi Guide: Umekagetsu R
- Yamasa Digi World: Tetra Master
- Yamasa Digi Selection
- Yamasa Digi Selection 2
- Yannick Noah All Star Tennis '99
- Yannick Noah 2000
- Yeh Yeh Tennis
- Yetisports Deluxe
- Yetisports World Tour
- Yo-Jin-Bo: Unmei no Freude
- Yoshimoto Mahjong Club Deluxe
- You Don't Know Jack
- You Don't Know Jack! Mock 2
- YoYo's Puzzle Park
- Yu-Gi-Oh! Forbidden Memories
- Yu-Gi-Oh! Monster Capsule Breed and Battle
- Yūgen Kaisha Chikyū Bōeitai: Earth Defenders Corporation
- Yukiko Morikawa: Because I Love You
- Yukiwari no Hana
- Yūkyū Gensōkyoku
- Yūkyū Gensōkyoku 2nd Album
- Yūkyū Gensōkyoku 3: Perpetual Blue
- Yūkyū Gensōkyoku ensemble
- Yūkyū Gensōkyoku ensemble 2
- Yūkyū Gensōkyoku Hozonhan: Perpetual Collection
- Yūkyū Kumikyoku All Star Project
- Yusha: Heaven's Gate

## Z
- Z
- Zanac X Zanac
- ZeiramZone
- Zen Nippon GT Senahuken: Max Rev.
- Zen Super Robot Taisen Denshi Daihyakka
- Zen-Nippon Joshi Pro Wrestling: Joō Densetsu
- Zen-Nippon Pro Wrestling: Ōja no Ken
- Zera-Chan Puzzle: Pitatto Pair
- Zero 4 Champ Doozy-J
- Zero Divide
- Zero Divide 2: The Secret Wish
- Zero Pilot: Fighter of Silver Wing
- Zeus: Carnage Heart Second
- Zeus II: Carnage Heart
- Zig Zag Ball
- Zill O'll
- Zinédine Zidane Football
- Zipangu Jima: Unmei wa Saikoro ga Kimeru!?
- Zoboomafoo: Leapin' Lemurs!
- Zoids Battle Card Game: Seihō Tairiku Senki
- Zoids: Teikoku vs Kyōwakoku - Mecha Seita no Idenshi
- Zoids 2: Herikku Kyōwakoku VS Gairosu Teikoku
- Zoku Gussun Oyoyo
- Zoku Hatsukoi Monogatari: Shūgaku Ryokō
- Zoku Mikagura Shōjo Tanteidan: Kanketsuhen
- Zoop
- Zork I: The Great Underground Empire
- Zutto Issho: With Me Everytime...
- ZXE-D: Legend of Plasmalite